# Gadzarts
Ne doit pas être confondu avec Quat'z'Arts ou Bal des Quat'z'Arts.
Pour un article plus général, voir Arts et Métiers ParisTech.
 (février 2008).
- Si vous ne connaissez pas le sujet, laissez ce bandeau (vous pouvez alors contacter les auteurs).
- Si vous supprimez le contenu mis en cause (vous pouvez préalablement contacter les auteurs),

argumentez précisément cette suppression dans la page de discussion
(un manque de référence n'est pas un argument ; une recherche réelle de référence doit avoir été effectuée, être formellement documentée).

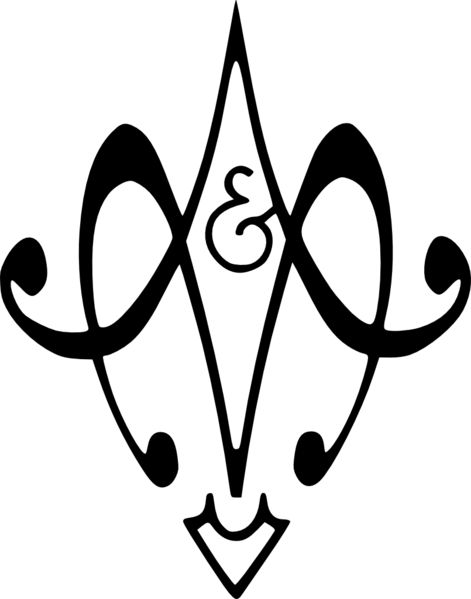
Logo traditionnel des Arts et Métiers au XXe siècle.

Les gadzarts (parfois orthographié « Gadz'Arts ») sont les élèves et les ingénieurs issus de  l'« École nationale supérieure d'Arts et Métiers »  (ENSAM).
Leur surnom vient d'une contraction de « Gars des Arts », « Les Arts » ou « les Arts et Métiers » étant le diminutif habituellement donné à l'École. Ce surnom remonte au XIXe siècle, et s'inscrit dans un contexte culturel interne à cette École. Ce contexte illustre la longue lutte des élèves contre une administration de l'École, à l'époque peu coopérative. Il a abouti aujourd'hui à une vie étudiante et associative très développée. Cette vie se manifeste à l'extérieur par de nombreuses manifestations festives souvent prestigieuses, des activités sportives, culturelles et humanitaires, mais aussi professionnelles.

## Vie étudiante à Arts et Métiers ParisTech
La vie étudiante aux Arts et Métiers comprend de très nombreux événements et manifestations, fruit de l’investissement et de la participation des élèves-ingénieurs de tous les centres. La vie étudiante comprend l'organisation des Grands Galas, des événements sportifs et des actions humanitaires, auxquels il faut ajouter les activités à but purement professionnel (Junior Entreprise (AMJE), recherche de stages et d'emploi).
Certaines associations et manifestations sont communes à tous les centres Arts et Métiers, d’autres sont spécifiques à chacun. La plupart de ces manifestations se déroulent dans les locaux des différents campus, avec la participation très fréquente d'anciens élèves. Voir à propos de l'école, de la société et des ingénieurs Arts et Métiers :

### UEAM (Union des Élèves - Arts et Métiers)
L’Union des élèves Arts et Métiers est la fédération de toutes les associations des campus Arts et Métiers. Elle compte 3 300 membres. Siégeant à Paris, elle gère également les activités des élèves de 3e année sur le campus de Paris.
Une équipe d'étudiants organise chaque année le Forum Arts et Métiers ParisTech, orienté vers la recherche d’emploi, de formation de 3e cycle ou de stages pour les élèves-ingénieurs. Pour sa 28e édition, cette manifestation a accueilli 5 000 étudiants et 154 exposants en 2008. Le forum se déroule chaque année en région parisienne.

### AMJE (Arts et Métiers Junior Entreprise)
L’AMJE a été créée en 1999. Cette association propose des prestations variées en rapport avec les multiples domaines de compétence de l’école. Une fédération a été créée pour rassembler les AMJE des différents campus, mais également pour permettre de répondre plus précisément aux exigences des entreprises clientes. Ses 90 membres permanents travaillent en étroite collaboration avec les 3 000 adhérents des 8 AMJE (Châlons, Angers, Aix, Cluny, Lille, Paris, Bordeaux, Metz), réparties sur tout le territoire.
La CNJE lui décerne ensuite le label « Dynamisme » en 2004, puis l’année suivante, le très prisé « label ingénieur 2005 ». L'AMJE a réitéré la performance pour le « label ingénieur 2010 ».
Depuis 2023, AMJE Paris connaît une croissance phénoménale et se hisse dans le classement des 3 meilleures Junior Entreprise de France en 2023, puis en 2024 elle est sacrée meilleure Junior Entreprise de France.

### Action humanitaire
Les gadzarts ont créé une association spécifique de l'union des élèves. GaSole pour « Gadzarts solidaires » démontre que la fraternité ne s’applique pas seulement au sein de l’École et sort de ses frontières. GaSole conduit des actions sociales ou humanitaires internationales ou locales dans les huit centres Arts et Métiers ParisTech. De même, l'association En Quête du Monde, créée par des gadzarts, installe des pompes Valdès en Afrique.
Voici quelques actions menées : soutien aux associations caritatives nationales (Téléthon, Restos du cœur, par exemple à Metz,, Sol En Si…), aide de proximité avec le soutien scolaire, aide aux personnes handicapées.
Depuis 2020, une Convention Arts et Métiers pour la Transition Energétique (ou CAMTE) réunis des acteurs industriels, expert de la transition écologique (Philippe Bihouix, Matthieu Auzanneau, Virginie Raisson entre autres). Des projets étudiants sont récompensés à hauteur de 20 000€ en 2022.

### Guinches
Les élèves de chaque campus proposent tous les ans au moins un Grand Bal, ou gala, appelé guinche dans l'argot Gadz'Arique, qui est l'un des plus grands événements qu'ils organisent. Ces bals se déroulent le plus souvent dans l’enceinte même de l’école ou encore dans une salle louée pour l’occasion. Les élèves du centre prennent totalement en charge l’organisation, y compris la confection des décors, l'installation des bars et autres éléments de la soirée. Le succès du gala prouve ainsi la cohésion et les capacités d’organisation des promotions. Certains centres réutilisent une partie des décors d’une année sur l’autre, tandis que d’autres repartent chaque année sur des bases nouvelles, en illustrant un thème particulier.
Les bals marquent traditionnellement l’intégration d’une nouvelle promotion – souvent en décembre – et ils s'appellent alors Bal du bapt's , Bal des fignos ou de la Sainte Cécile, ou certaines dates particulières de l’année. Ce sont alors les manifestations publiques de fêtes traditionnelles de la communauté gadzarts (Bal de la 508 ou Bal des 100 jours par exemple). Plusieurs de ces galas ont une réputation nationale et font partie de plus grandes manifestations étudiantes du genre.
À Paris, le Grand Gala national des arts et métiers rassemble chaque année plusieurs milliers de personnes et fait partie des plus prestigieux galas français. Les précédentes éditions se sont déroulées à l’hôtel Intercontinental Paris Le Grand (2009-2008), l’opéra Garnier, à l’opéra Bastille, au Carrousel du Louvre, à la tour Eiffel, au château de Versailles…
À Aix-en-Provence, les élèves organisent trois Galas par an dans l'école. Le Bal du Bapt’s suit la cérémonie du baptême des nouveaux Gadz'Arts fin novembre ou début décembre selon les années ; ensuite, le Bal des 508, qui célébrait à l’origine la mi-parcours de la formation des élèves à l’école ; enfin, la Nuit des 100 Jours (100 jours avant la remise des diplômes) accueille au mois de mai plus de 5 000 personnes.
À Angers, deux Galas sont organisés. La Nuit de la Sainte Cécile suit la cérémonie du baptême des nouveaux gadzarts en décembre, et le Gala de la Délivrance correspond à la fin de l’année scolaire de la deuxième année.
À Bordeaux, le Gala des Fignos accueille chaque année quelque 3 000 personnes pour fêter la création de la nouvelle promotion de gadzarts.
À Châlons-en-Champagne, les élèves organisent deux galas chaque année. Le Grand Gala des Fignos, qui se tient le premier weekend de décembre. Il réunit chaque année quelque 3 000 personnes pour fêter le baptême de la nouvelle promotion de gadzarts (et plus de 5 000 en 2006 à l’occasion du bicentenaire du centre). Le second gala, la Nuit des Arts, se tient courant mai et rassemble près de 1 000 étudiants.
À Cluny, le Grand Gala de Cluny accueille chaque année au mois de mai dans le cadre prestigieux de l'abbaye de Cluny quelque 4500 convives. Ce qui le qualifie de troisième plus grand gala de France, derrière celui de l’École polytechnique (France) et le bal des 100 jours des Arts & Métiers d'Aix-en-Provence.

Grand Gala Cluny
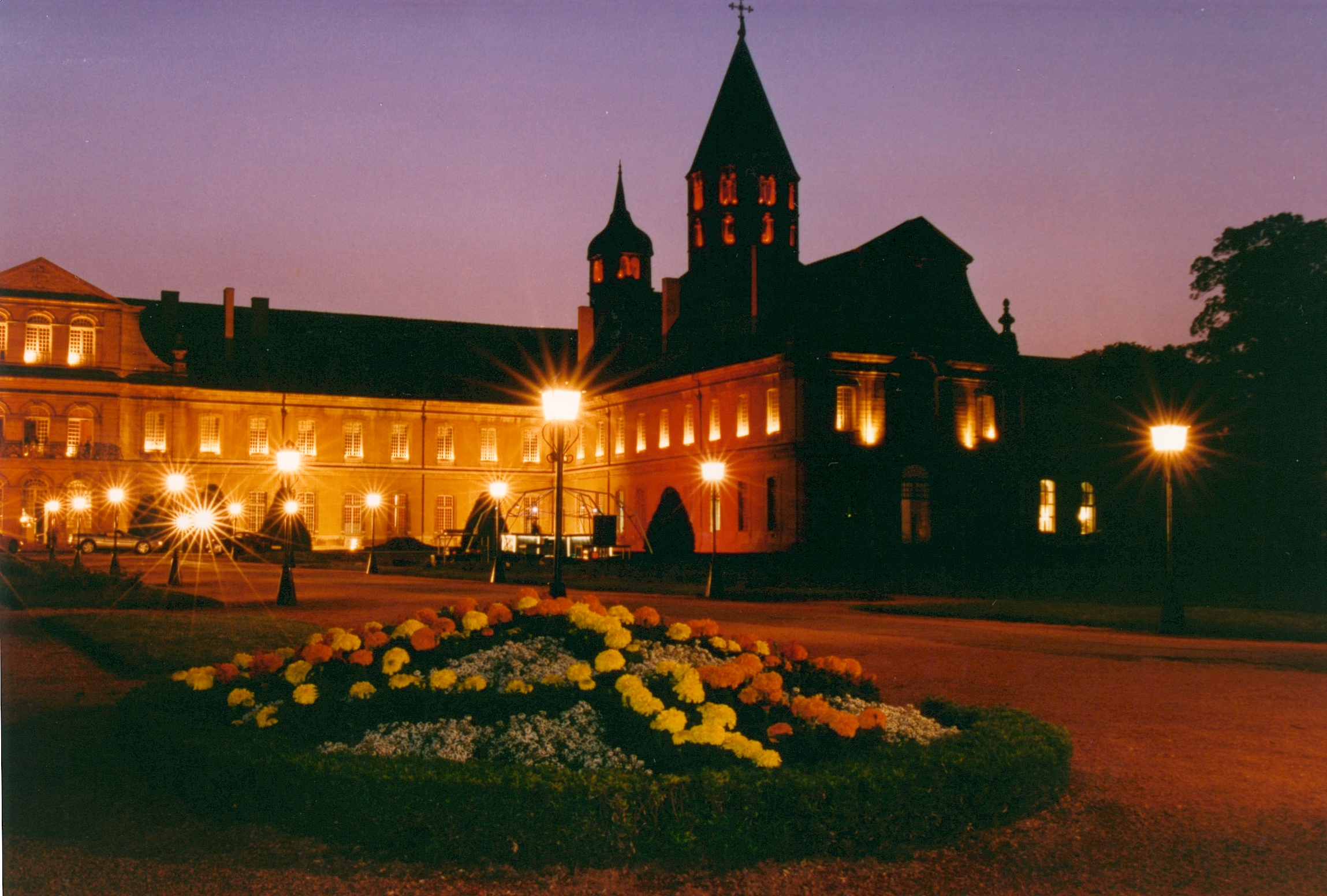
L’abbaye de Cluny pendant le Grand Gala
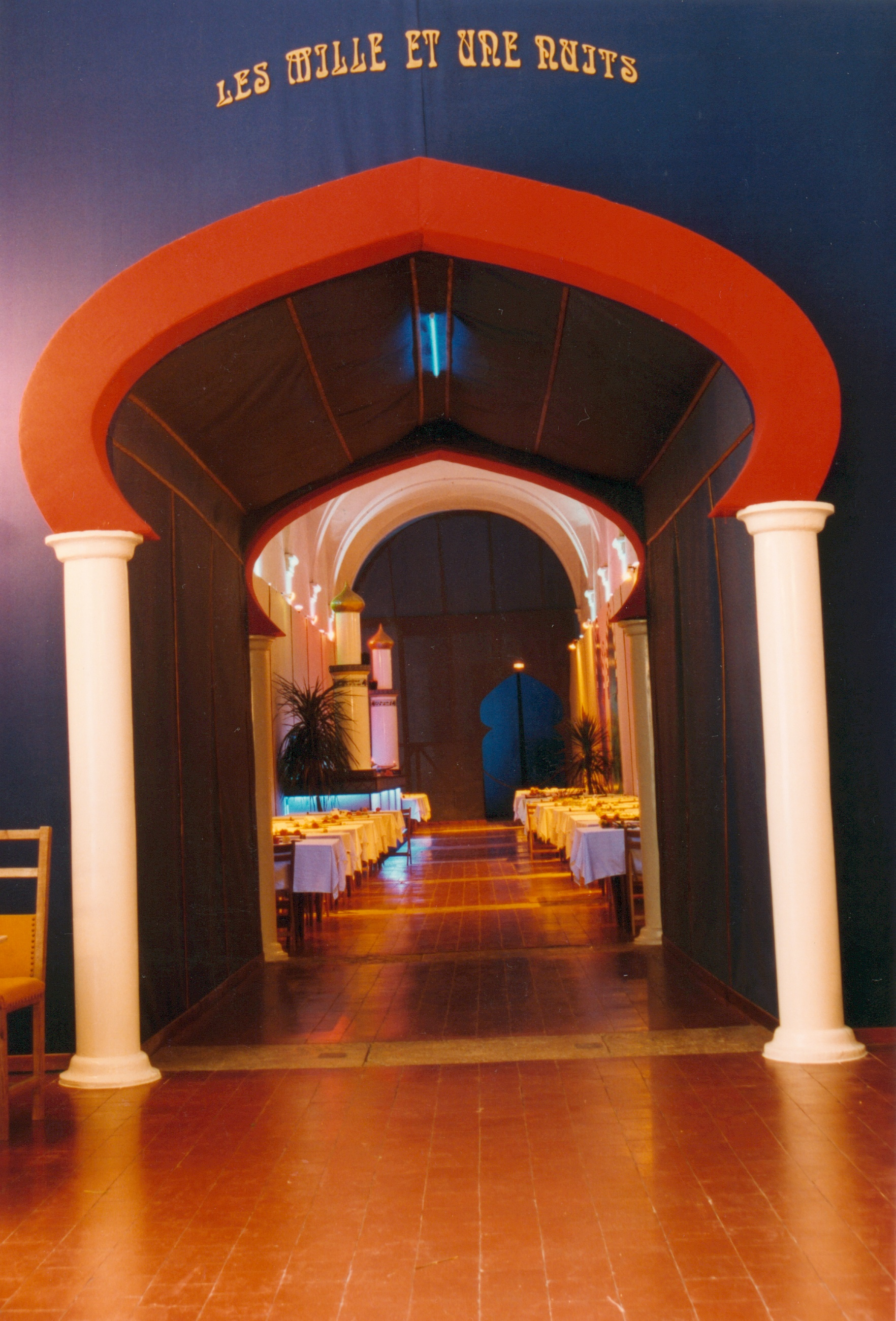
Grand Gala 1993.
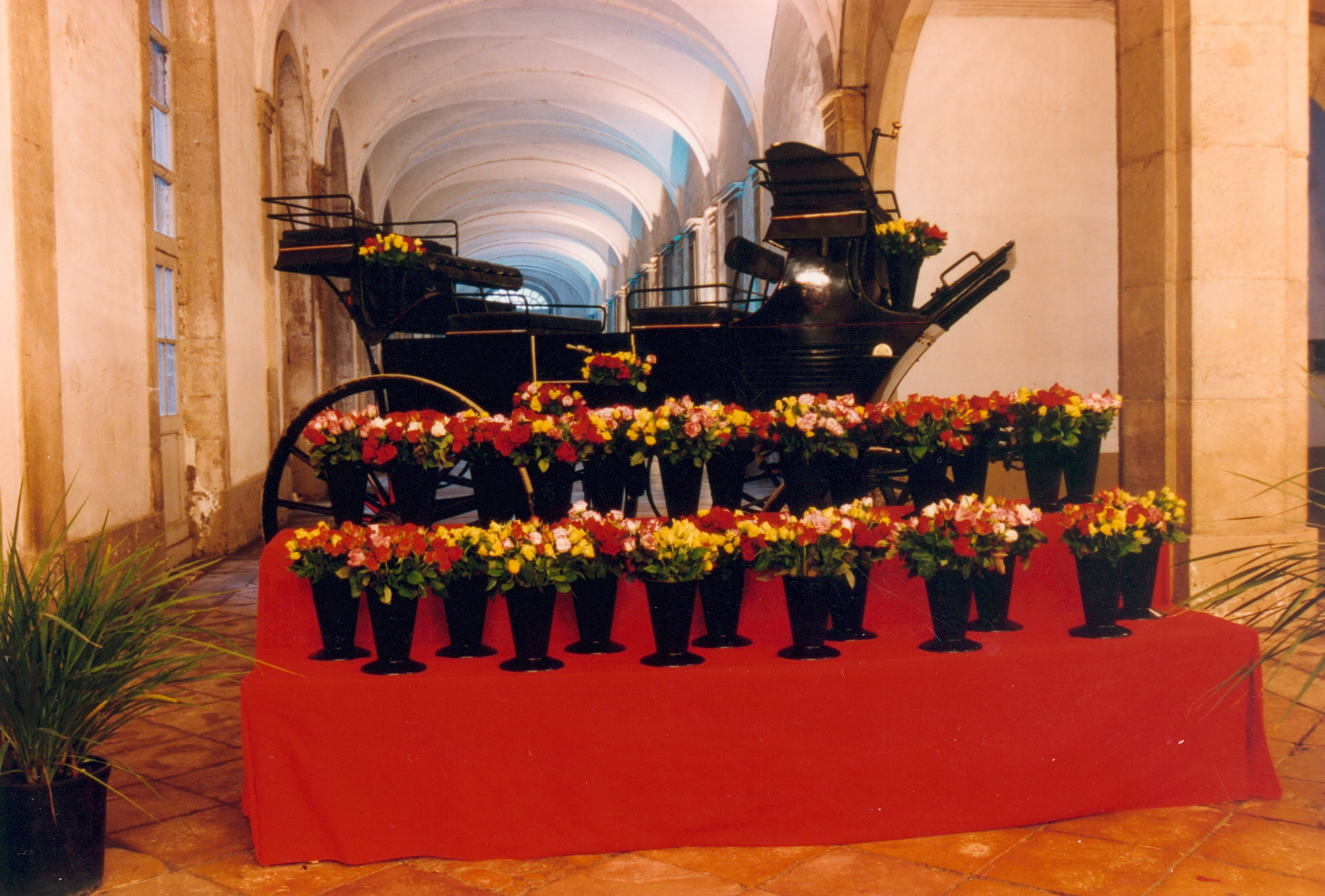
Grand Gala 1993.
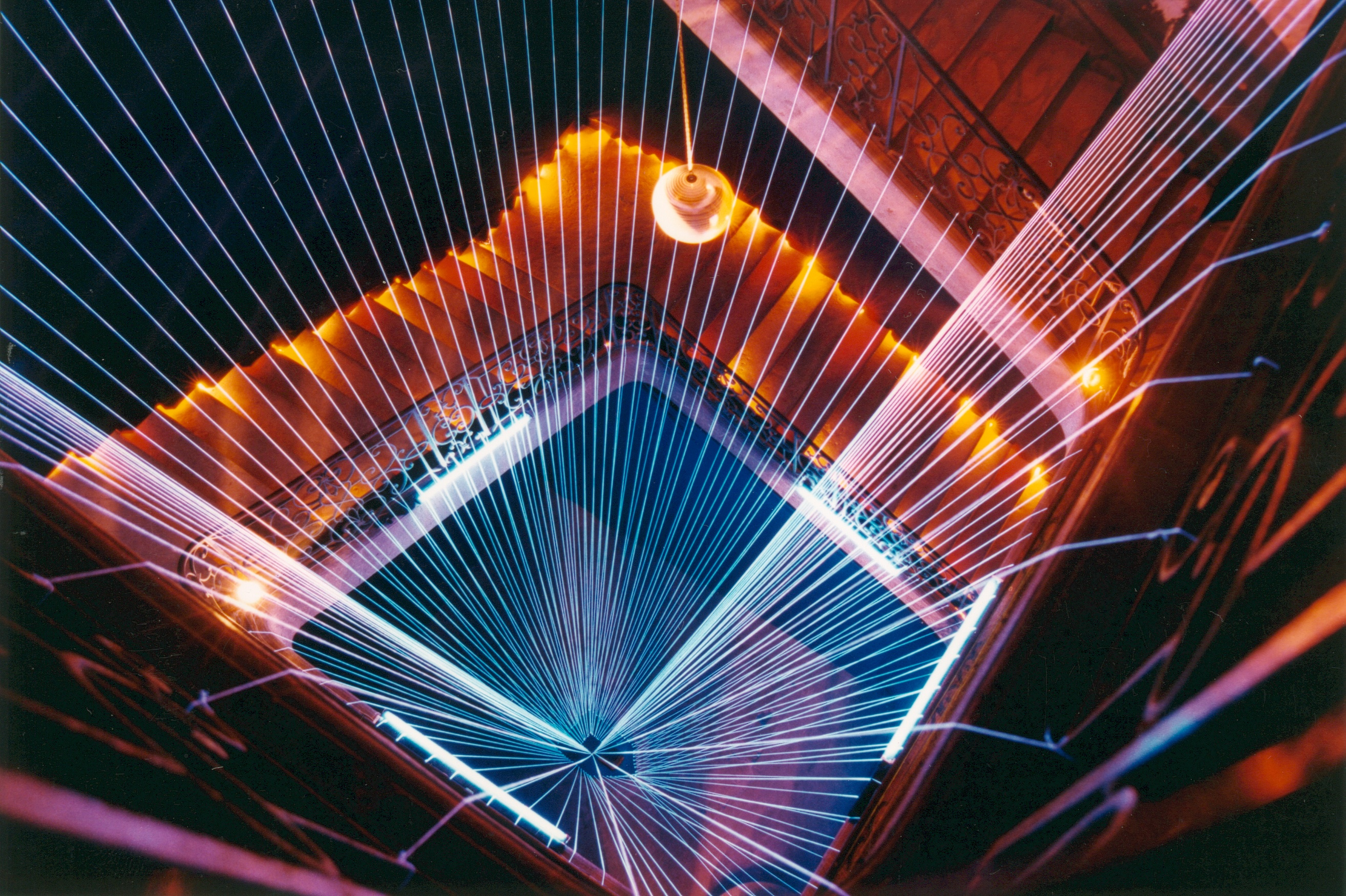
Grand Gala 1993.
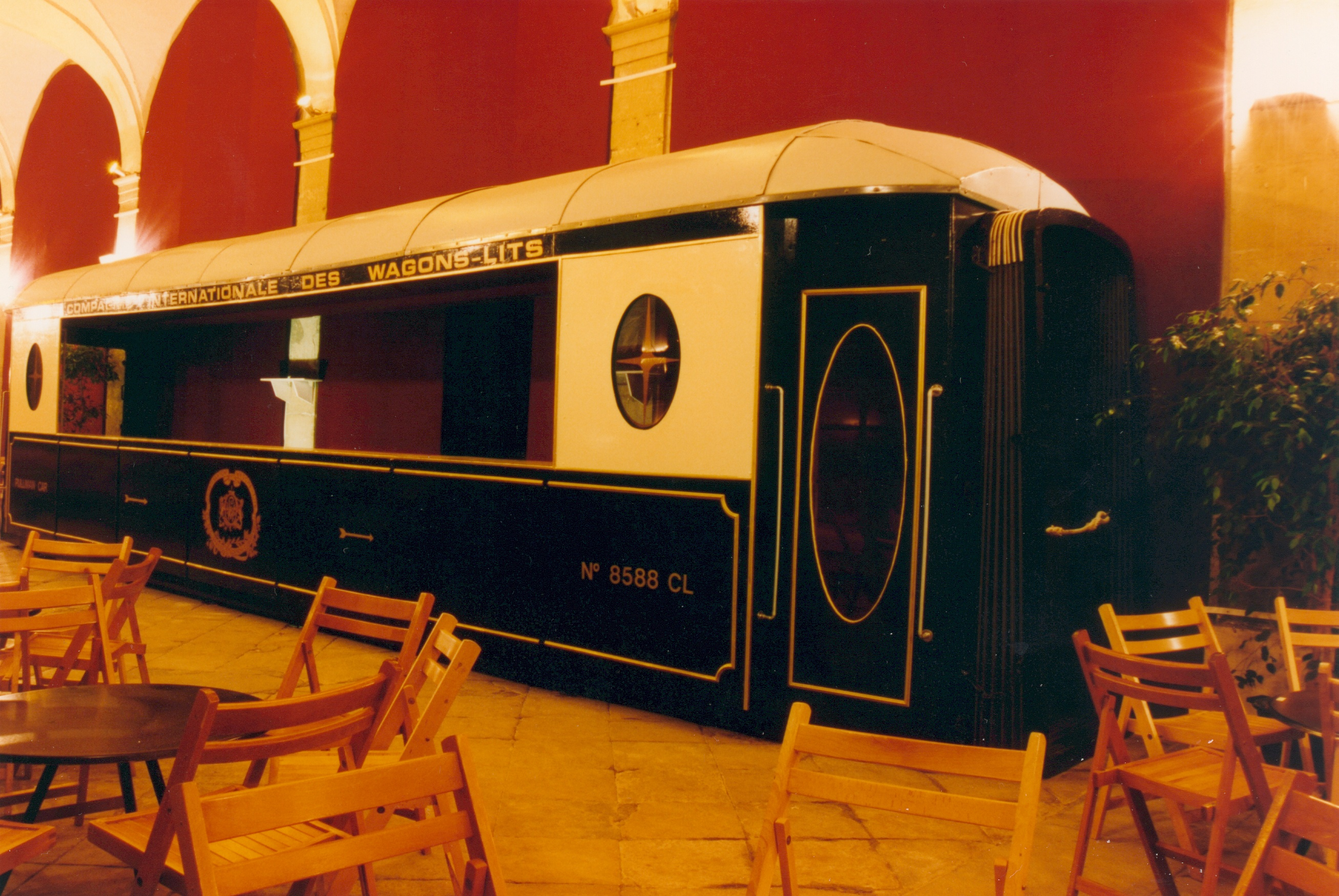
Grand Gala 1993.
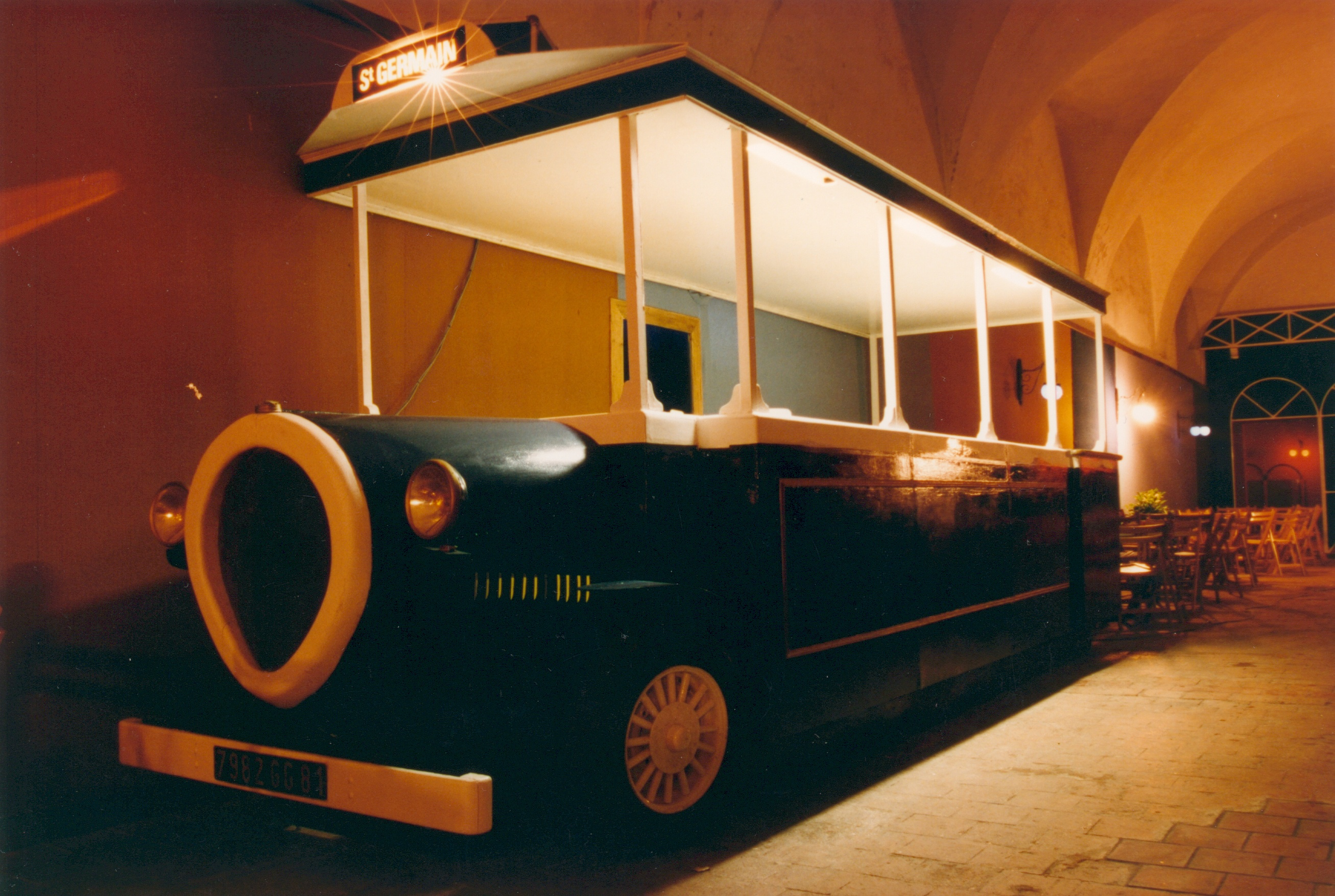
Grand Gala 1993.

À Lille, La Nuit des Fignoss est le gala de baptême de la nouvelle promotion. Il réunit en novembre près de 4 000 personnes, ce qui en fait le quatrième plus grand gala de France derrière celui de Cluny. Chaque année, le gala prend place entre les murs de l’école, classée monument historique depuis 1997.

Gala des Fignoss de Lille
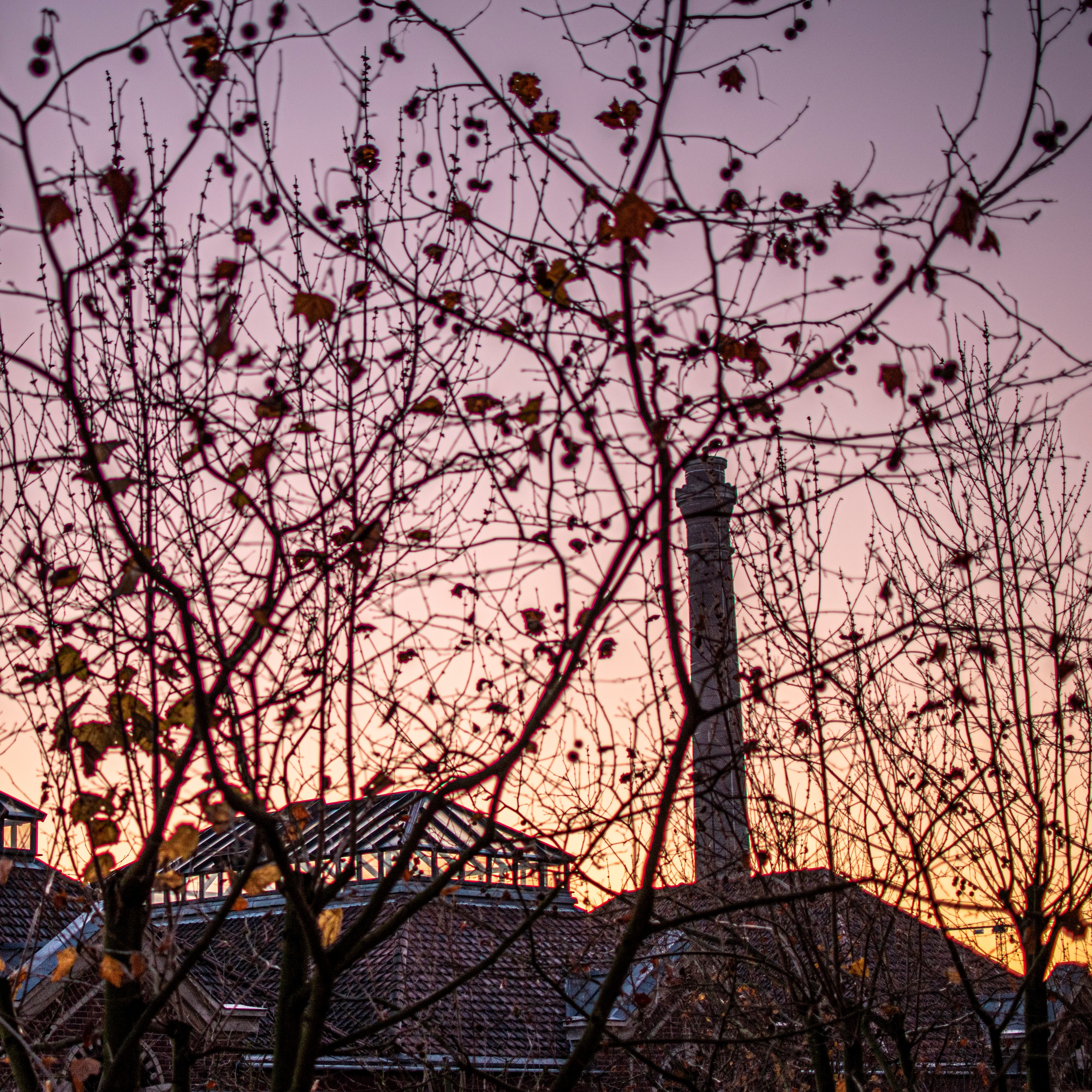
Cheminée de l'école lors de la soirée
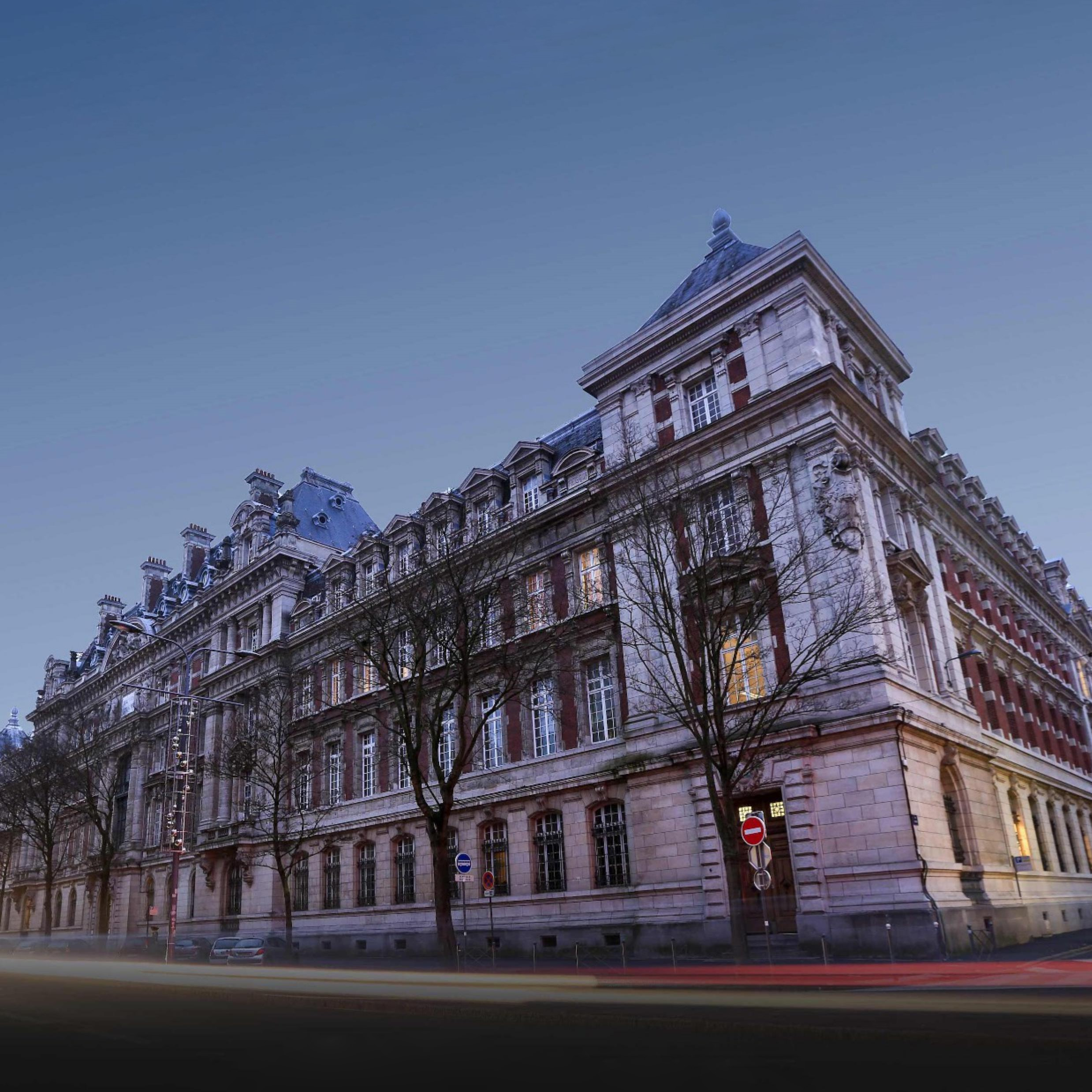
Entrée de l'école coté Boulevard Louis XIV
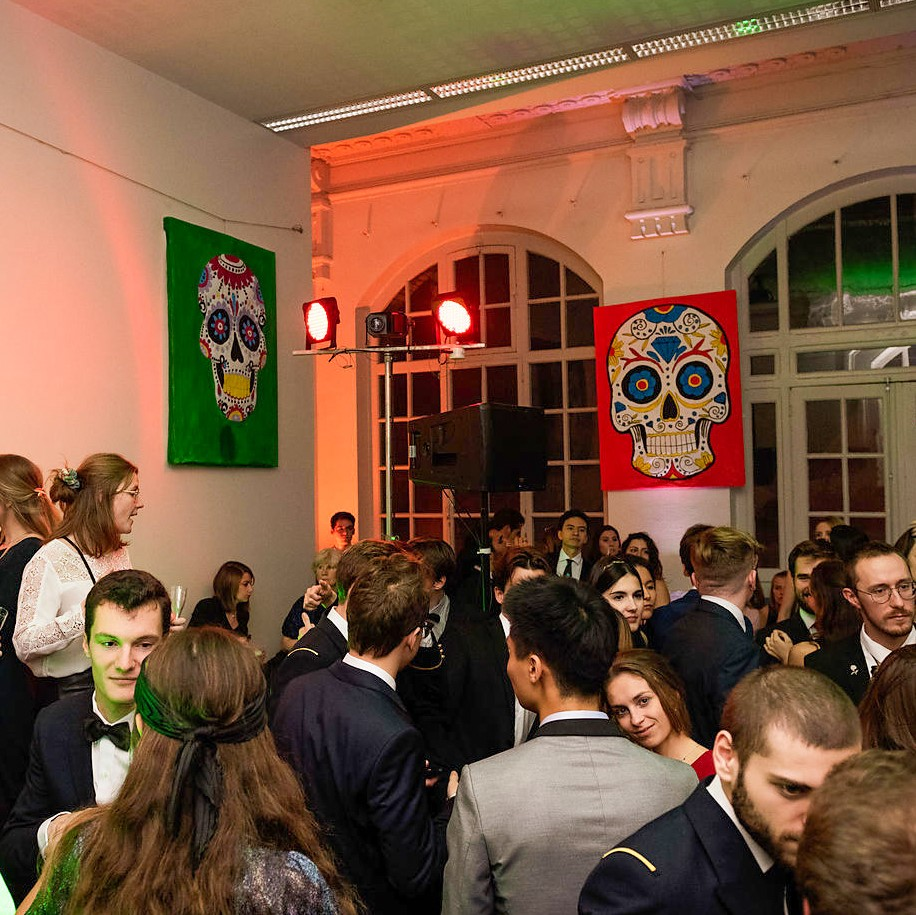
Salle de classe décorée pour l'occasion
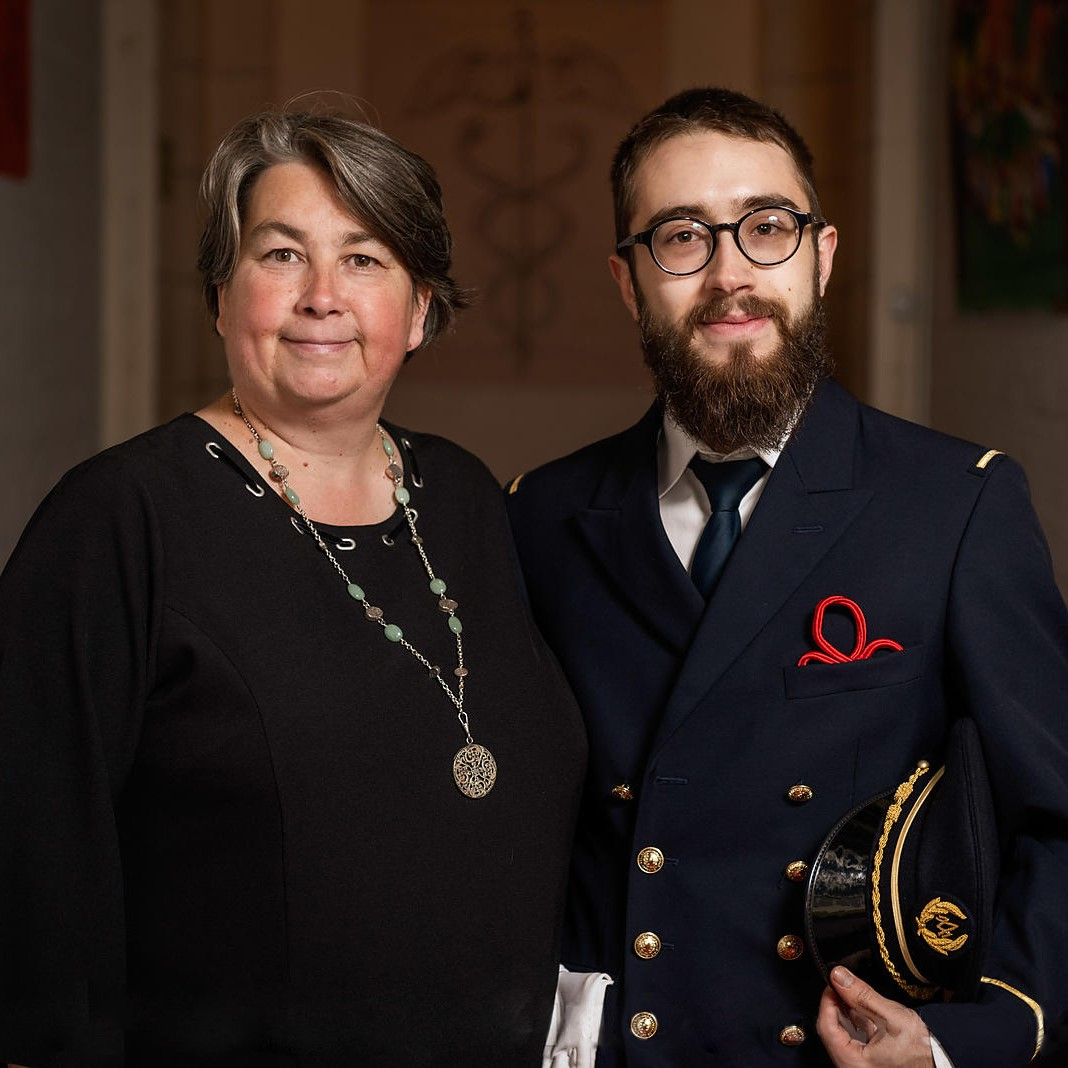
Élève de l'école en uniforme

À Metz, le Grand Gala de Prestige rassemble chaque année quelque 2 000 invités, dont les élèves et anciens élèves de l’école, à l’occasion du baptême des élèves de première année.

### Évènements sportifs de l'UAI
L’année universitaire à Arts et Métiers ParisTech est marquée par la rencontre sportive intercentre nommée les UAI, acronyme du nom de l’association de sport de l’école : l’Union athlétique intergadzarique. Cette rencontre sportive se déroule chaque année dans un des centres différent de Arts et Métiers et est l’occasion d’une grande fête estudiantine agrémentée de performances sportives.
Chaque année, environ 1 000 étudiants des centres Arts et Métiers de France se regroupent, sur un centre différent chaque année, pour se disputer les Grandes UAI, qui récompense le centre ayant eu les meilleurs résultats. Cette manifestation sportive est organisée par l’Association d’Élèves du centre où se déroule la manifestation avec l’aide de la Société des ingénieurs Arts et Métiers et de l’Union des élèves. Elle a pour but de perpétuer une tradition sportive à l’ENSAM et se déroule traditionnellement à l’occasion du pont de l’Ascension.
Historiquement, l’UAI date de 1888 avec la création d’un regroupement de jeunes sportifs sur Paris dont certains gadzarts. Le premier club officiel est créé 4 ans plus tard : son premier nom est l’Union athlétique indépendante. Le terme « indépendante » est abandonné au profit de « 1erarrondissement » puis plus tard de « internationale ». Les gadzarts créent un nouveau club quelque temps plus tard, le « Gadz’arts Club » et finalement, la fusion a lieu entre les deux associations en 1912.
En 1914, André Allègre, défenseur de football membre de l’UAI, est également sélectionné pour jouer un match sous le maillot de l’équipe de France contre l’équipe de Hongrie et la France va perdre 5 buts à 1.
La première rencontre inter-centre a lieu en 1952 avec les élèves de Paris opposés à des sélections des sportifs des autres centres. Finalement, en 1974, la première rencontre avec tous les élèves des centres a lieu à Cluny.

### Évènements culturels
Parmi les activités culturelles des élèves, on citera celles du campus de Cluny (Saône-et-Loire), qui abrite un musée.

#### Festival de BD des Arts et Métiers de Cluny
Chaque année depuis 1999, le centre des Arts et Métiers de Cluny organise un festival de bande dessinée. Ce festival à généralement lieu au mois de mai et la grande galerie de l’abbaye de Cluny accueille la majorité des animations. Les élèves de l'école organisent bénévolement ce festival qui rassemble chaque année une vingtaine de dessinateurs. Le parrain ou la marraine du festival en dessine l'affiche, qui représente toujours sous une forme quelconque le « Zapointe », surnom donné au  principal clocher subsistant de l'abbaye.

#### Grand Bastringue
Le Grand Bastringue est un festival annuel de reggae à vocation humanitaire. Organisé par les élèves des Arts et Métiers du centre de Cluny depuis 2007, il rassemble chaque année de plus en plus de visiteurs. Les élèves reversent tous les fonds récoltés lors de la manifestation à une association caritative.

## Traditions

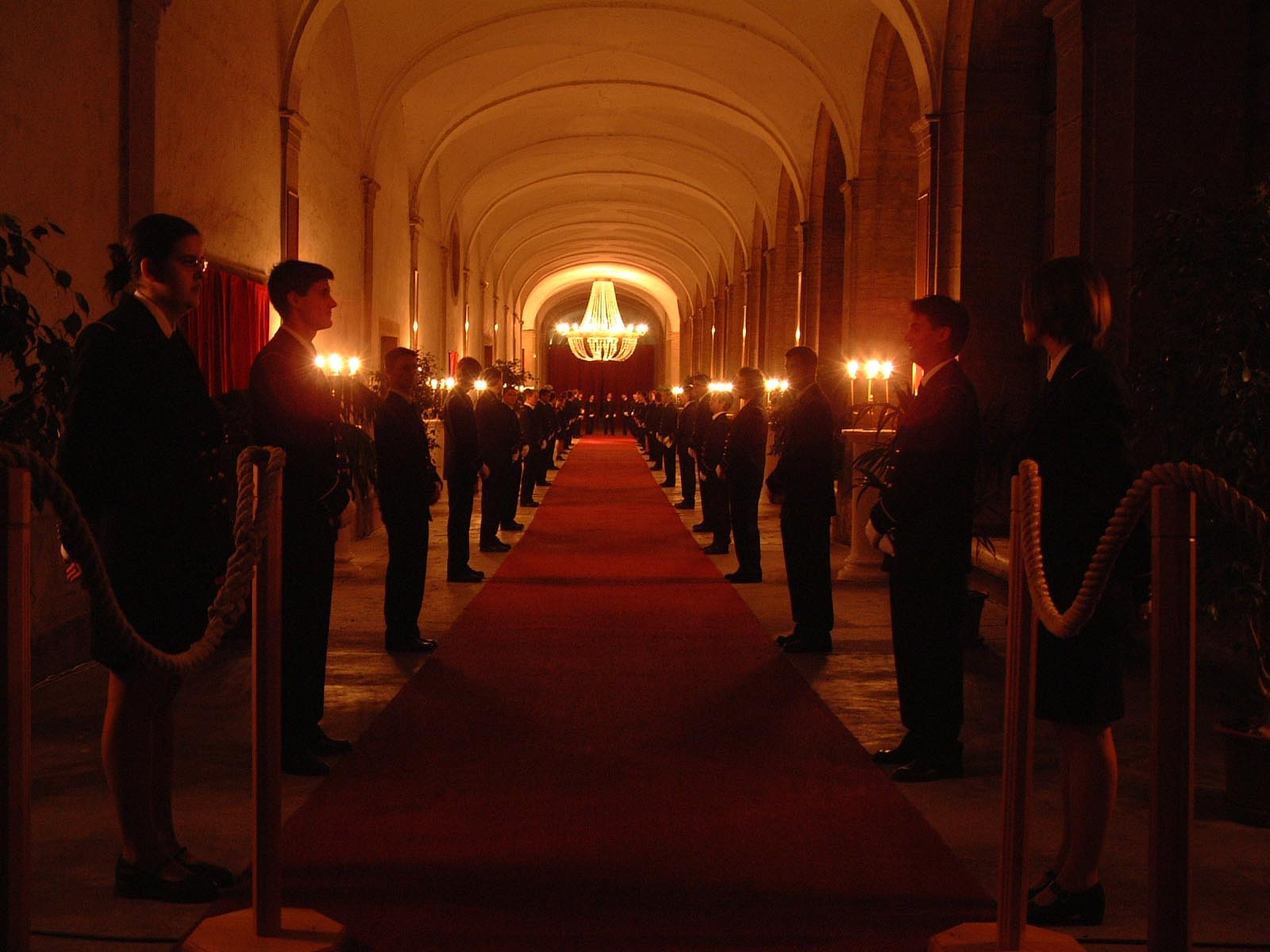
Haie d'honneur gadzarts

Les traditions (Trad's en argad'z) sont très marquées par les élèves au sein de chaque centre. Elles remontent aux premières années de l'École.
Le créateur de l'École, le Duc de La Rochefoucaud, a importé de nombreuses méthodes et techniques des pays qu'il avait visités. Voulant former de futurs chefs capables d'enseigner ces techniques à leurs subordonnés, il avait choisi une matière qui n'était pas enseignée par le corps enseignant mais par les élèves de seconde année l'apprenant aux élèves de première année. Ces derniers, sachant que l'année suivante ils auraient à l'enseigner à leur tour, s'efforçaient de compenser le manque d'expérience éducative de leurs anciens. Il se formait à cette occasion une expérience humaine de fraternité, ainsi qu'un début de culture d'organisation des tâches.
Ce système original a été officiellement supprimé lorsque l'École a pris un statut militaire, mais les élèves de seconde année ont continué à transmettre aux conscrits des valeurs de fraternité et d'organisation collective sans l'aval de la direction de l'École. Cet enseignement traditionnel se développera au cours des deux siècles suivants.
Soumis à des conditions de vie plus que spartiates et à des règlements tatillons, matés par l'armée qui n'hésitait pas à tirer pour rétablir l'ordre en cas de révolte, les élèves ont développé au fil du temps un esprit de résistance pour assurer leur vie dans ce contexte. Les premières traces attestées de ces brimades remontent aux obsèques du duc de La Rochefoucauld, en 1827.
Historiquement, le folklore étudiant Arts et Métiers a fortement influencé celui des écoles nationales professionnelles (1880-1960). En effet, celles-ci ont longtemps fourni une importante source de recrutement de gadzarts. La communauté gadzarts revendique aujourd'hui ces traditions basées sur les valeurs d'entraide et de fraternité ainsi que sur la mémoire orale des nombreuses anecdotes et des nombreux chants liés à l'histoire de l'école.

### Uniforme
Les gadzarts possèdent un uniforme (un " Zag " ou "Zg" prononcé "zague" en argad'z). Cet uniforme est la survivance du très lointain passé militaire de l'école qui, par ordonnance du roi Louis XVI, avait été établie comme « École d’application militaire en faveur de cent enfants de soldats invalides ». Le port de l'uniforme est resté obligatoire dans l'école devenue civile tant que le régime de l'internat a été appliqué, donc jusqu'en 1963. La photo de promo Angers 1910 montre quelques élèves portant l'uniforme de l'époque, alors porté en permanence.
Aujourd'hui facultatif, mais porté par la plupart des élèves dans les occasions traditionnelles, cet uniforme correspond aussi à l'esprit de solidarité et d'égalité entre tous les gadzarts : quelle que soit l'origine sociale de l'élève, il a droit à un habit identique à celui de son camarade d'origine plus fortunée. L'uniforme appartient à la communauté des Gadz'Arts: l'ENSAM n'a aucun droit sur cet uniforme: elle ne peut ni l'interdire, ni l'imposer, ni même faire des modifications. L'uniforme actuel est de couleur bleu marine et, très proche de l'uniforme des officiers de la Marine nationale, il arbore l'insigne de grade d'enseigne de vaisseau de deuxième classe de la Marine nationale. Cette inspiration vient du fait que de nombreux Gadz'Arts faisaient carrière dans l'armée lors de la confection de l'uniforme. Avec l'intégration de Nicole Laroche, première femme Gadzarts en 1964, une version féminine de l'uniforme fait son apparition.

Évolutions de l'uniforme des gadzarts
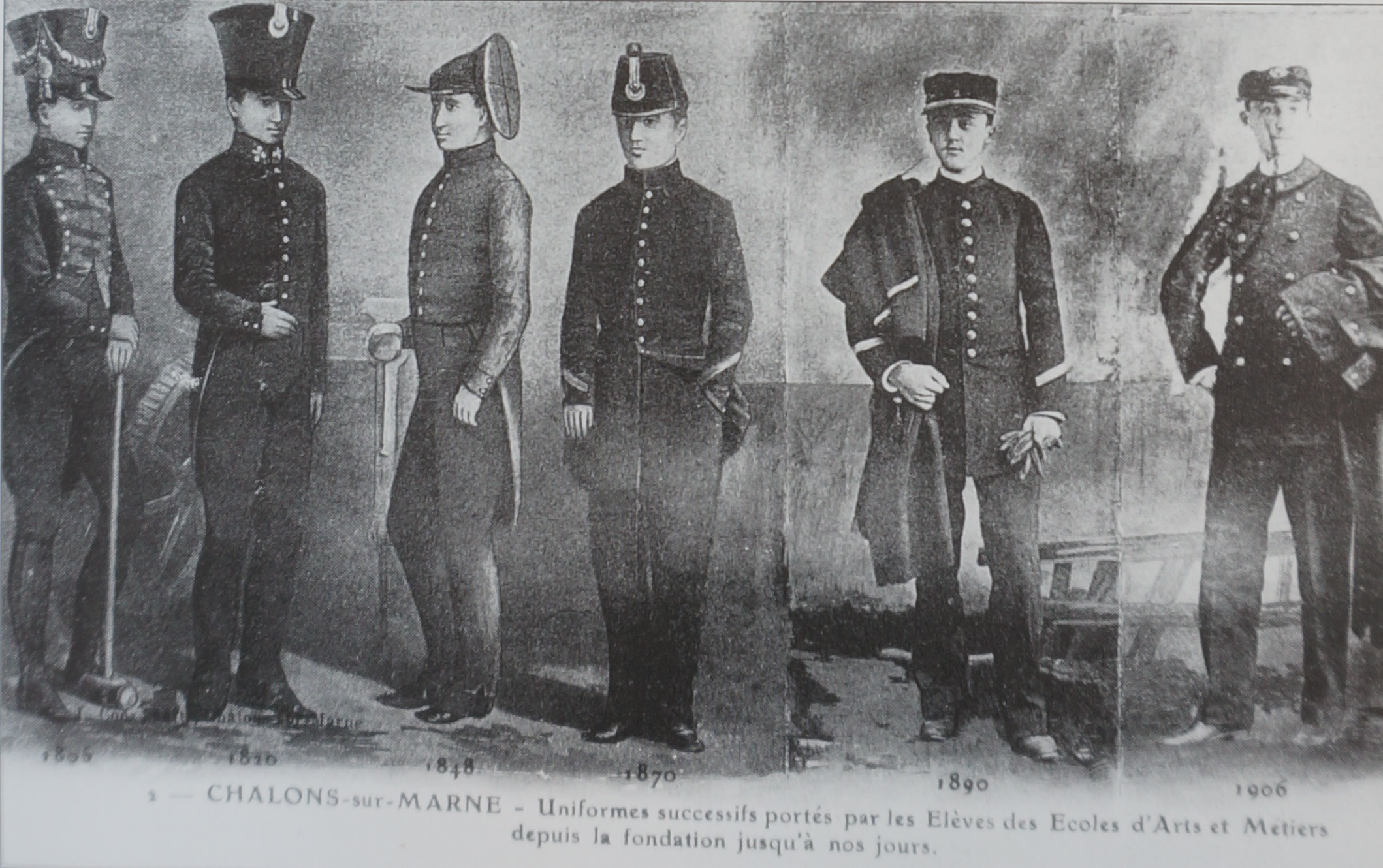
En 1805, 1816, 1848, 1870, 1890 et 1906 ;
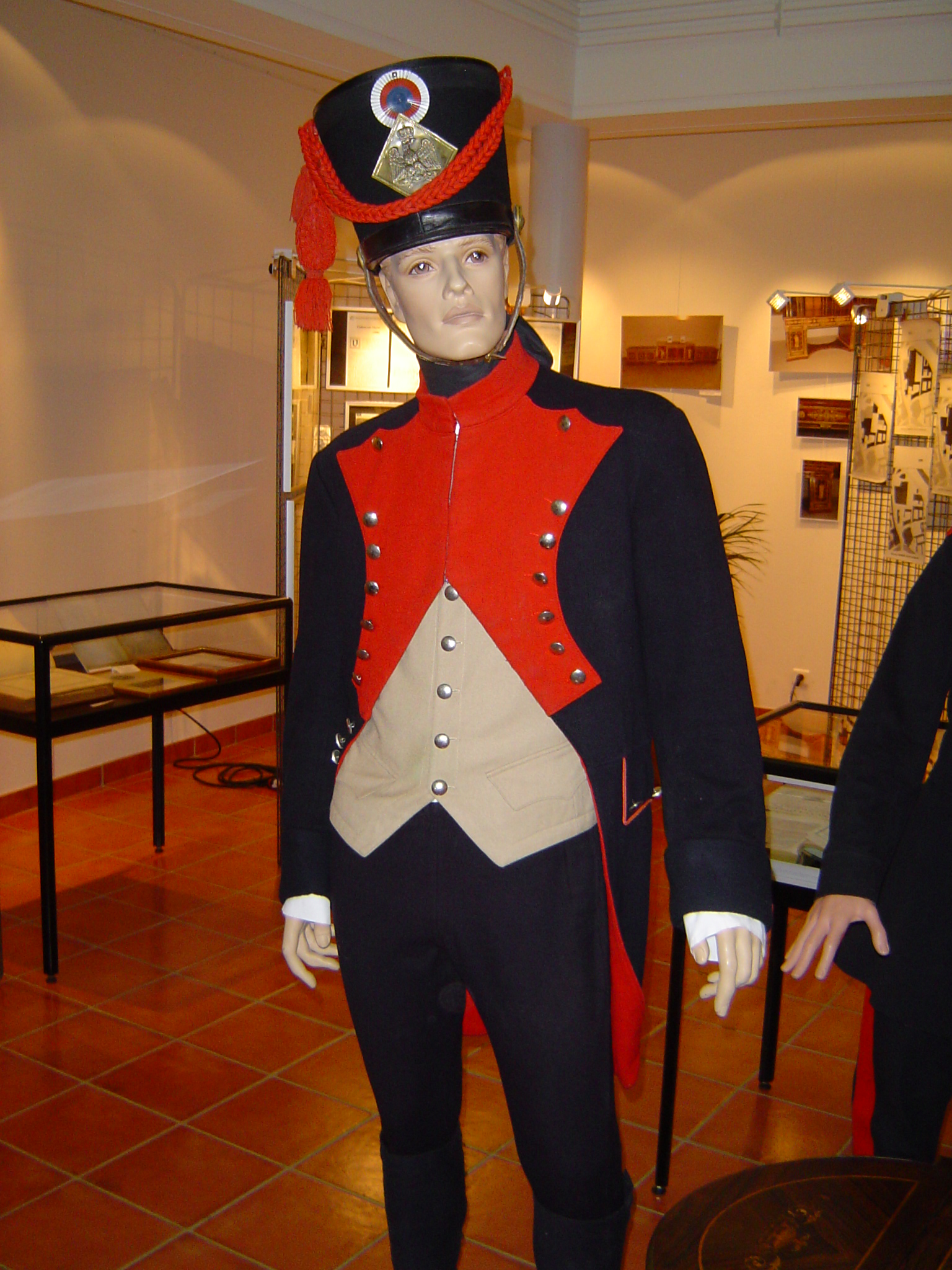
Premier uniforme vers 1806.
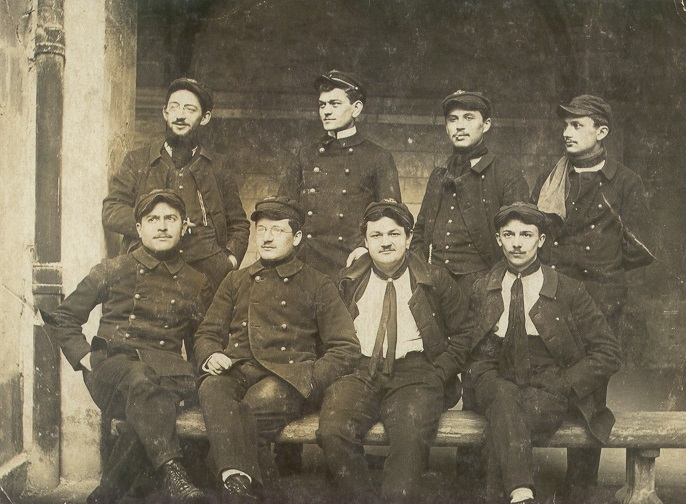
Vers 1910 (Angers).
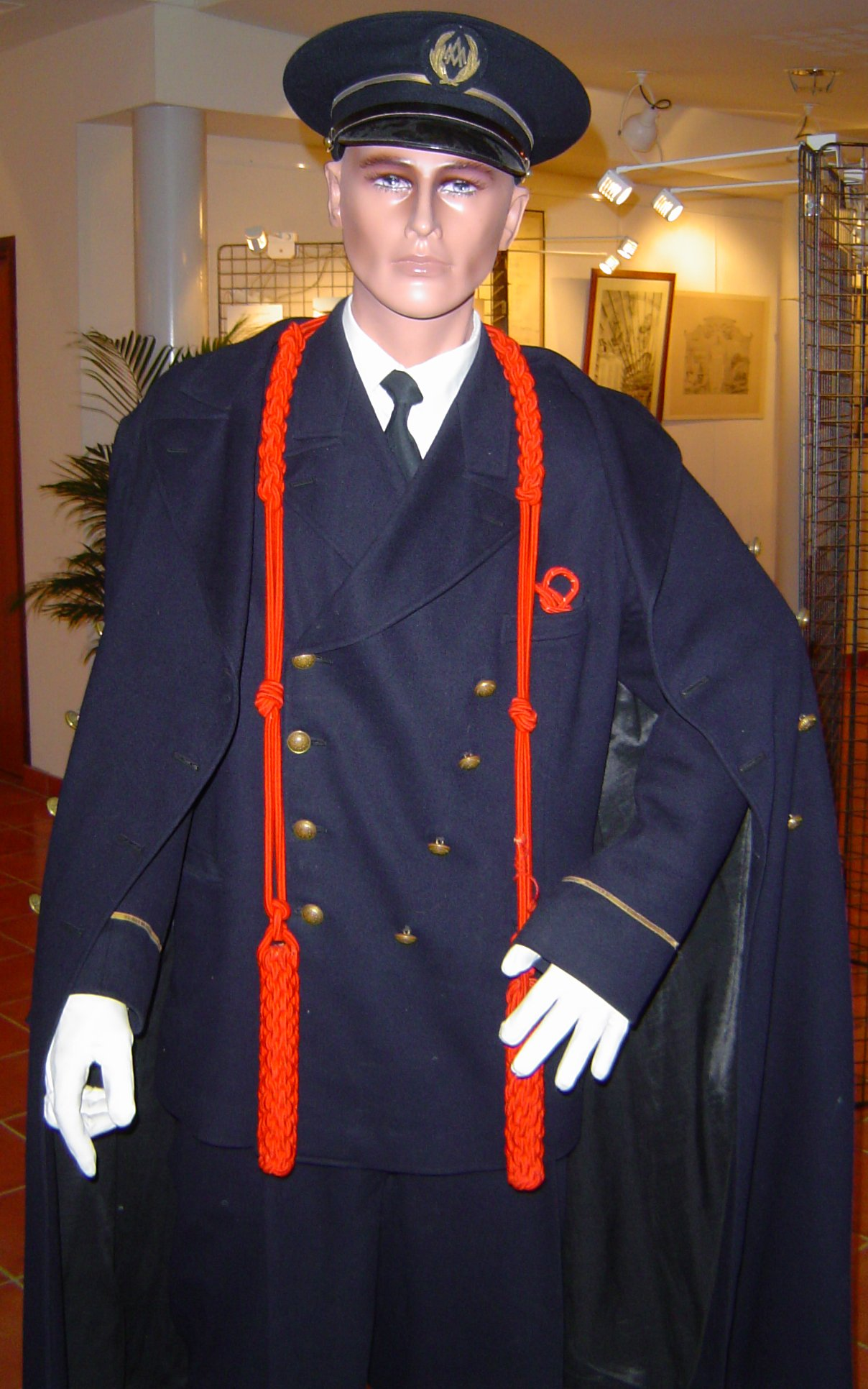
Uniforme après 1935.

### Hymne gadzarts
Le principal chant des gadzarts est l'Hymne gadzarts, sur une musique originale composée au XIXe siècle et transcrite début XXe, et plus particulièrement son couplet à la Fraternité. À l'occasion du ravivage de la Flamme sous l'Arc de Triomphe par les Gadzarts, cérémonie qui se déroule chaque année au mois de novembre, l'association des anciens élèves a commandé une orchestration de l'hymne à Jean-Jacques Charles, compositeur. Elle est interprétée à chacune de ces cérémonies pour accompagner les élèves, le plus souvent par la Musique des Gardiens de la Paix.

### Blouse
A l'intérieur de l'École (tabagn's en argad'z) les élèves portent une blouse (biaude en argad'z), traditionnellement grise en première et deuxième année, blanche en dernière année qu'ils personnalisent. La biaude est portée en souvenir de l'époque où les élèves de l'école passaient plus de la moitié de leur temps d'étude dans des ateliers, les protégeant ainsi des salissures. Les blouses de première année sont généralement assez sobres, tandis que celles des deuxième et troisième années sont souvent le support de motifs et dessins symboliques et colorés.

### Parrainage
Chaque élève est le parrain (l'Ancien en argad'z) d'un élève (conscrit en argad'z) de la promotion suivante. Cette suite de parrainages fait l'objet de relations durables qui perdurent dans le temps bien au-delà de la scolarité au sein de la Famille (Fam's en argadz) qui comprend tous les gadzarts ayant le même numéro (num's en argad'z) d'entrée au même centre à l'École. De plus chaque gadzarts a deux archi-parrains : 1) celui de la promo entrée au centre il y a 25 ans et 2) celui de la promo entrée au centre il y a 50 ans. Exceptionnellement il peut avoir celui de la promo entrée au centre il y a 75 ans.

### Savoir-vivre
Une règle de savoir-vivre veut que le tutoiement soit de rigueur entre tous les gadzarts.

### Argot
Les gadzarts utilisent un argot particulier, l'argadz, mélange d'argot classique et de vocabulaire militaire ancien, tel que la « chimerie » qui désigne la salle où étaient enfermés les élèves récalcitrants à l'époque napoléonienne.
Les mots sont également souvent raccourcis et enrichis d'une finale en « s » ou « z », ou d'un préfixe en « Za ». Le vocabulaire gadzarts est très varié. Par exemple, « zadoigt » signifie gant, « babasse » signifie machine.

### «Carnet de trad's»
Chaque gadzarts possède son propre « carnet de trad's » ou « carn's de trad's ». Traditionnellement noir à tranche rouge, ce carnet de 145 x 95 mm et 180 pages, manuscrit à l'encre de Chine, contient un dictionnaire d'argad'z, des chansons dont l'hymne gadzarts, et la description détaillée, et variable selon les campus, de plusieurs manifestations folkloriques qui ont souvent donné leur nom aux bals organisés par les élèves : « fignos », « 508 », « 100 jours ».

« Carnet de trad’s » gadzarts, extraits (Campus d'Aix-en Provence, années 1970)
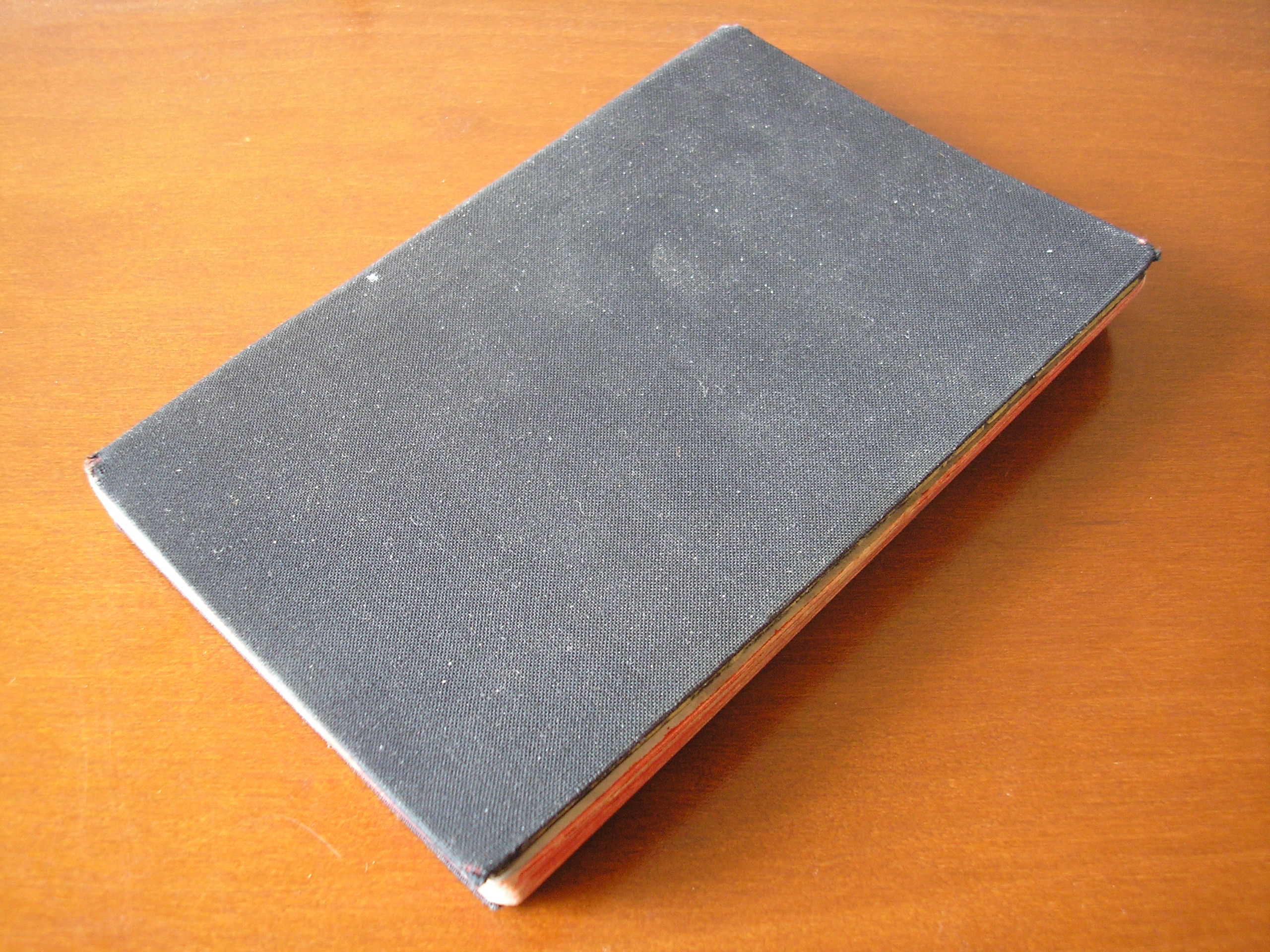
Carnet.
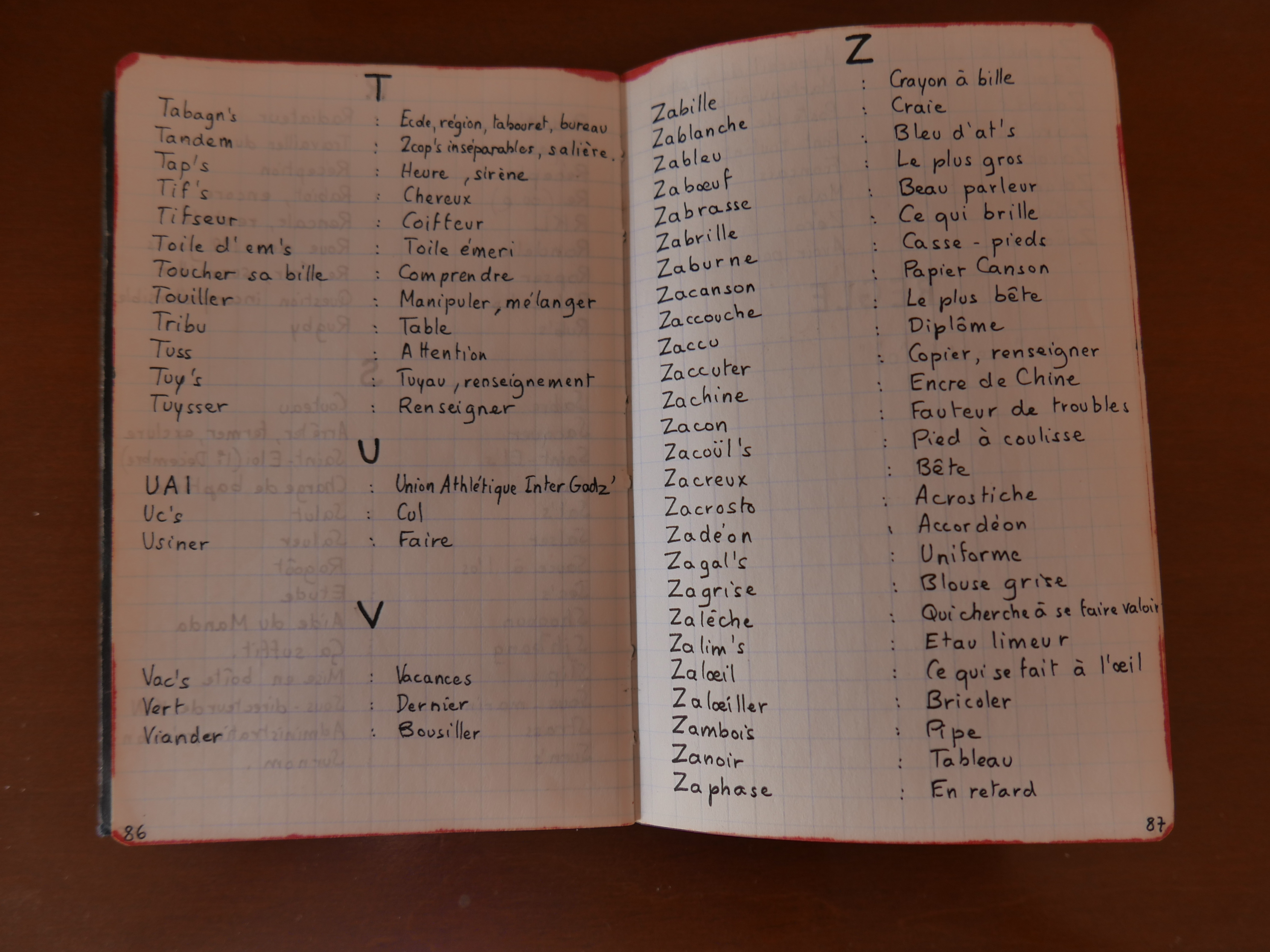
Page de dictionnaire argad’z.
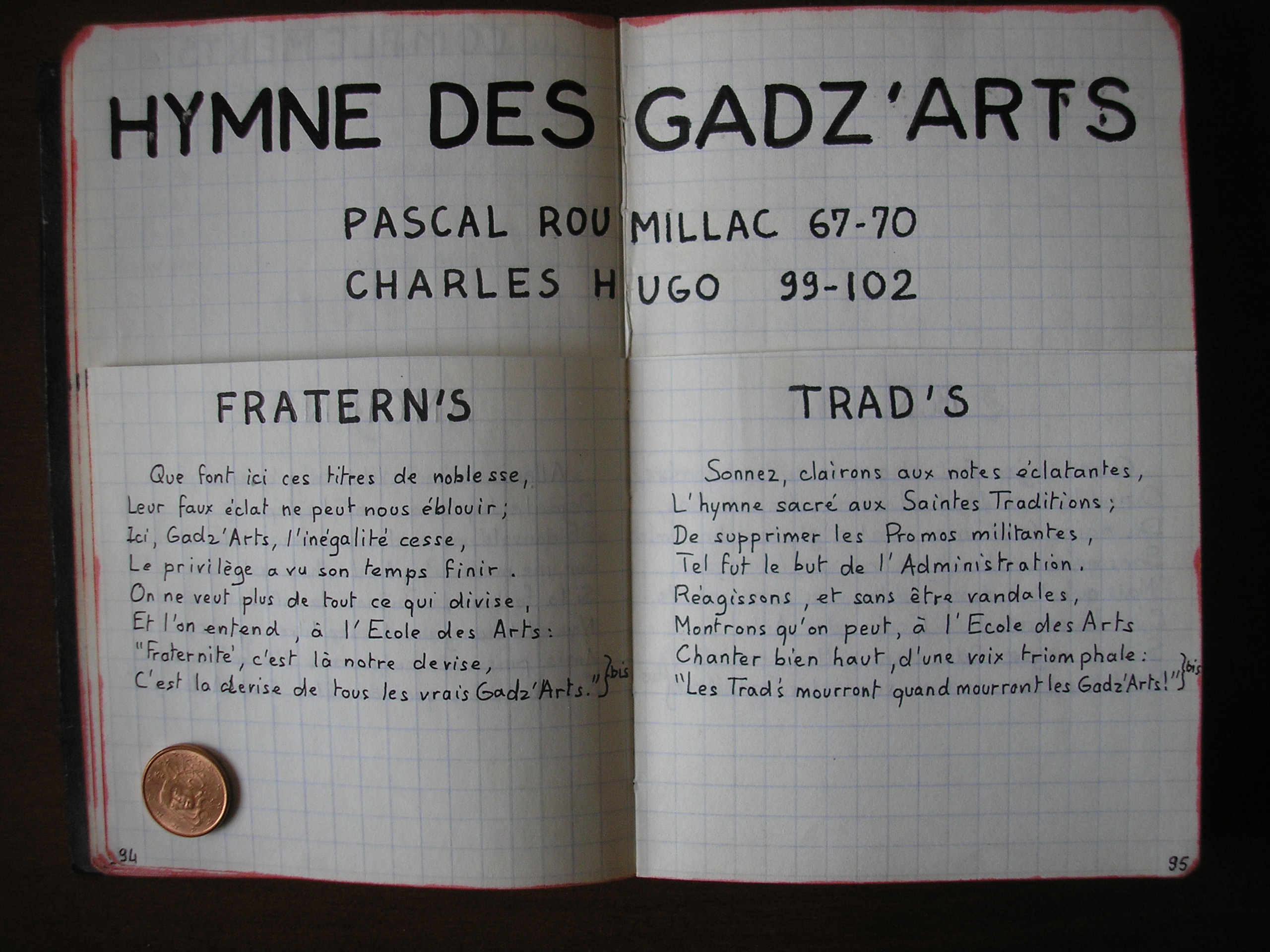
Hymne gadzarts.
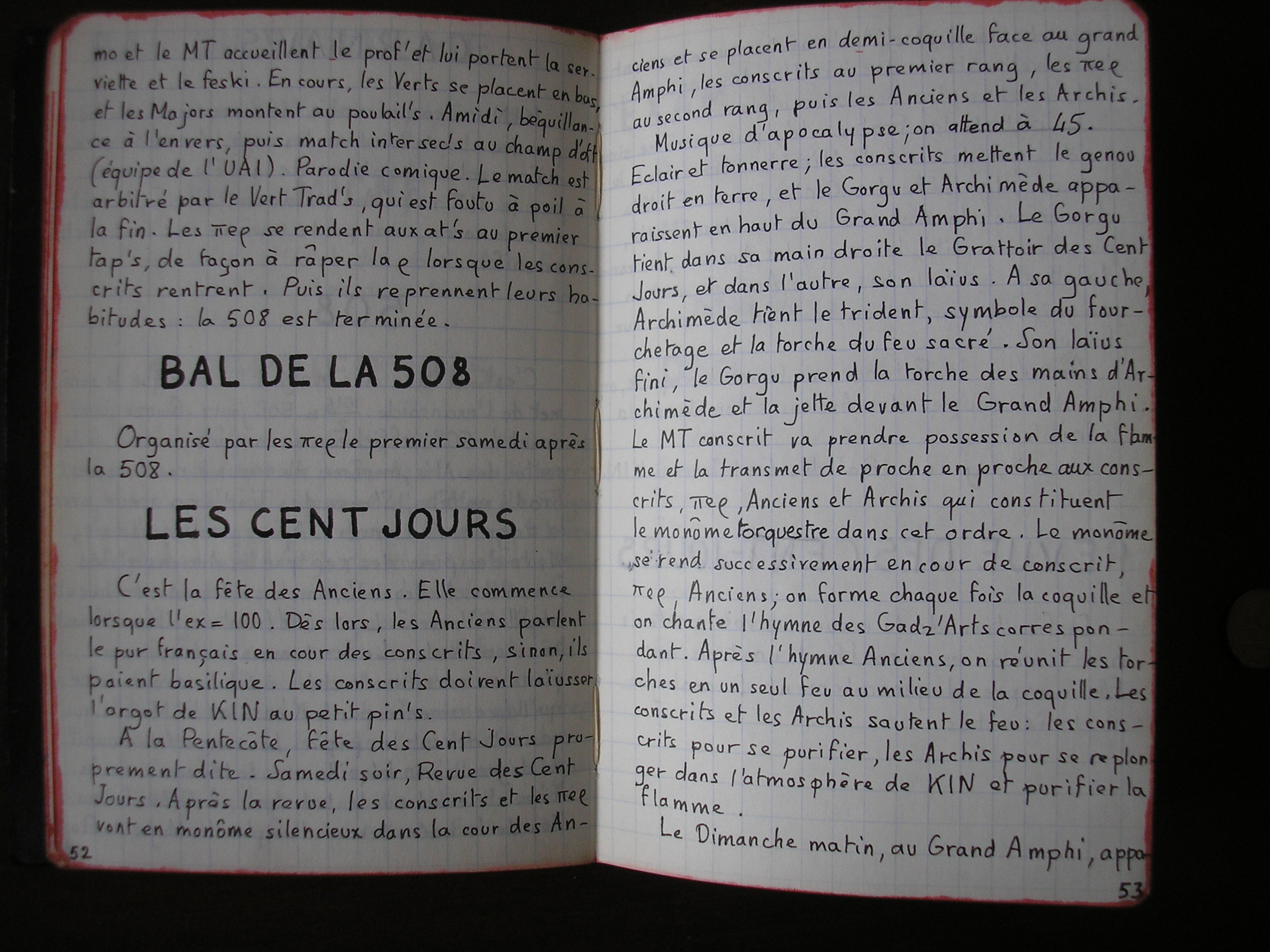
Descriptions en argad'z de la 508 et des 100 jours.

### «Clé d'Ex»
À la fin de sa scolarité dans un campus, chaque promotion réalise sa « clé d'Ex », œuvre collective originale qu'elle conserve tant qu'un de ses membres reste en vie. Ensuite, elle est déposée au musée national gadzarts de Liancourt. Quelques exemplaires ornent le siège de la société des ingénieurs Arts et Métiers.
La Fondation Des Arts et Métiers a édité en 2011 un ouvrage répertoriant les Clefs connues par Centres et années avec photos, caractéristiques et anecdotes éventuelles. (document en principe disponible à la Fondation des Ingénieurs Arts et Métiers) 

Clé d'Ex
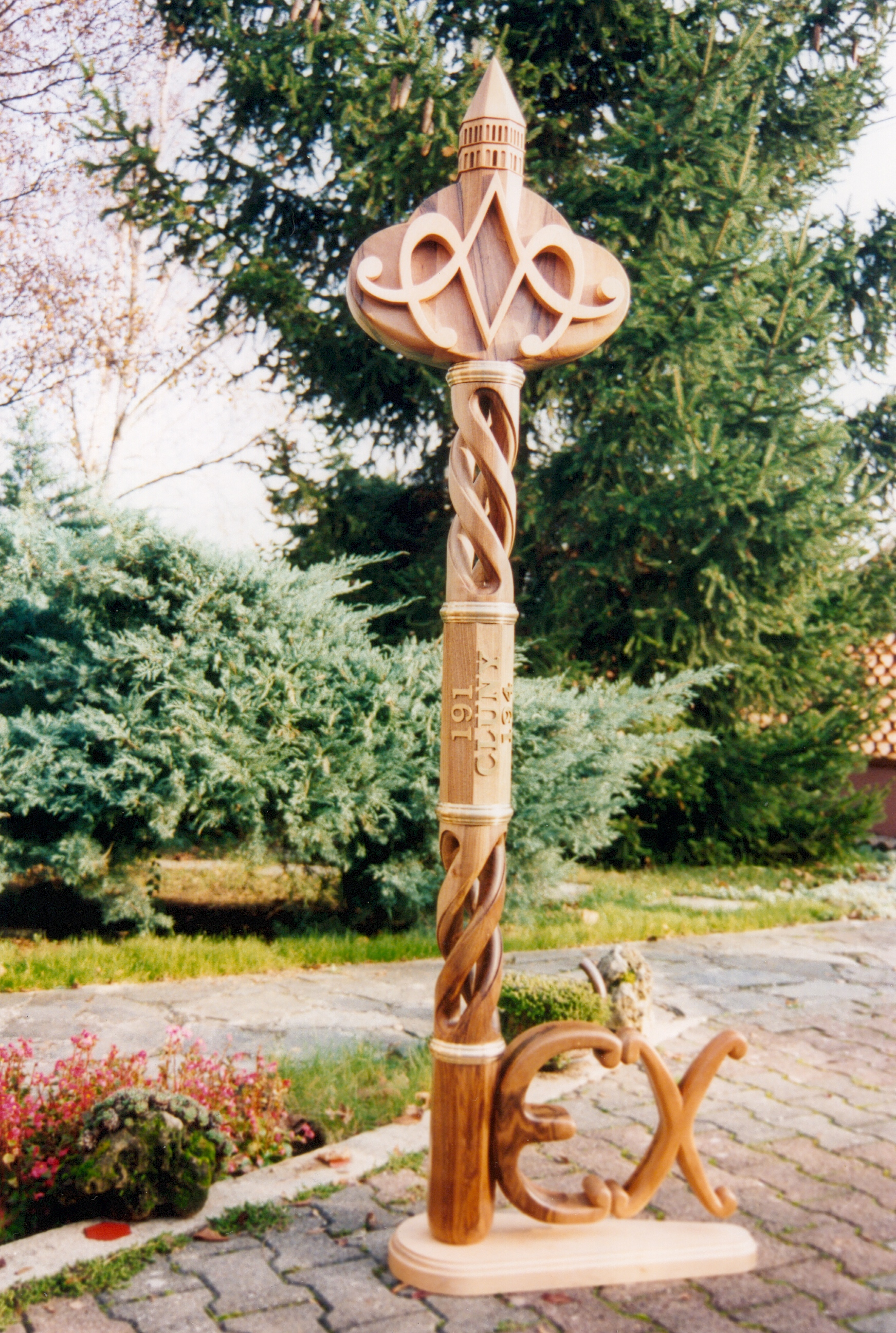
Clé d'Ex Promotion Cluny 191.
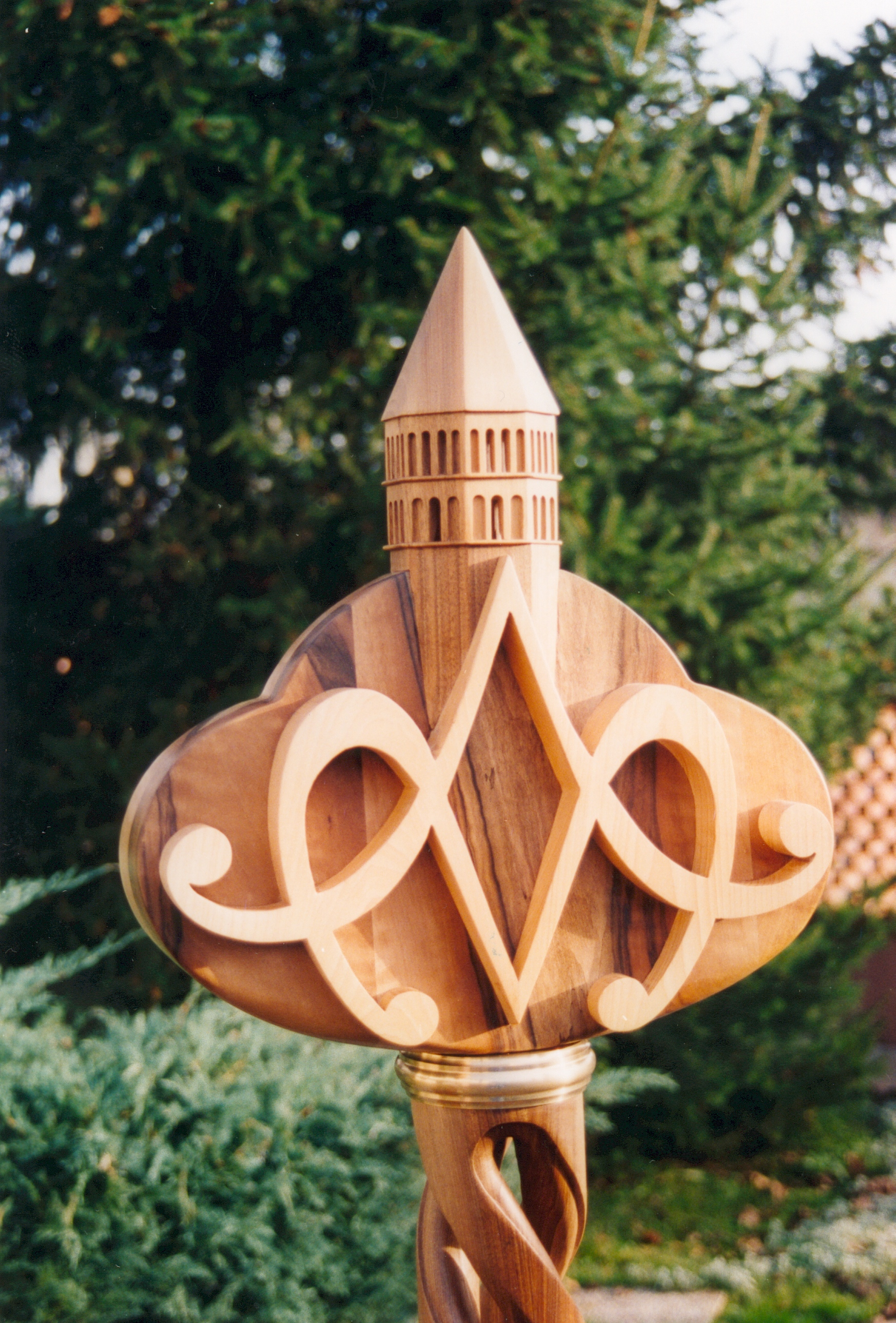
Clé d'Ex Promotion Cluny 191.
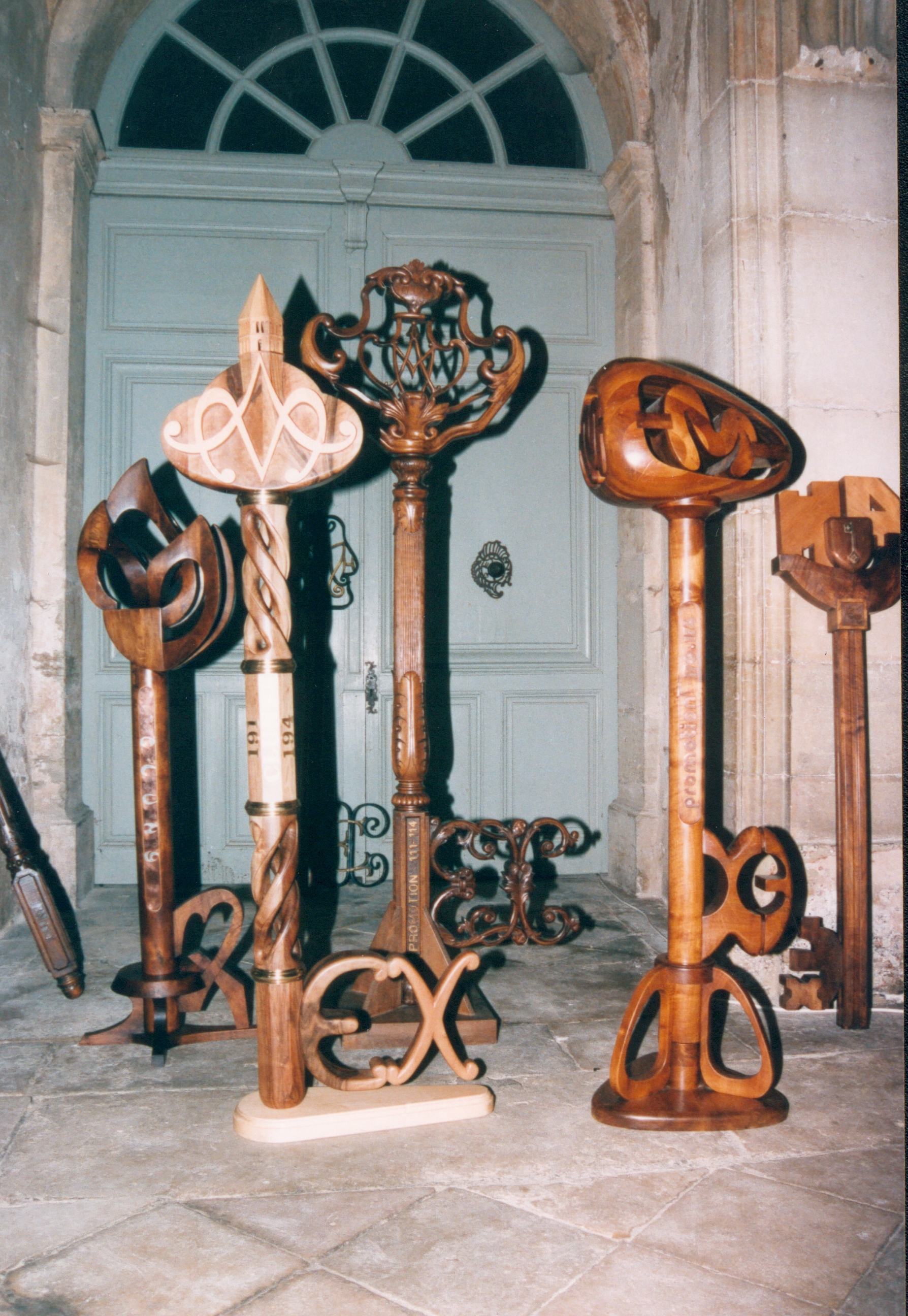
Clés d'Ex Cluny.

### Fabrication d'objets artisanaux
Les promotions d'un centre fabriquent souvent des objets artisanaux en petite série, ou unitaire, qui peuvent devenir un élément de décoration définitif du centre, ou être donnés ou vendus à diverses occasions. Les élèves utilisent à cette fin les moyens technologiques des centres (par exemple l'atelier de fonderie).

Exemples d'objets artisanaux produits par les élèves
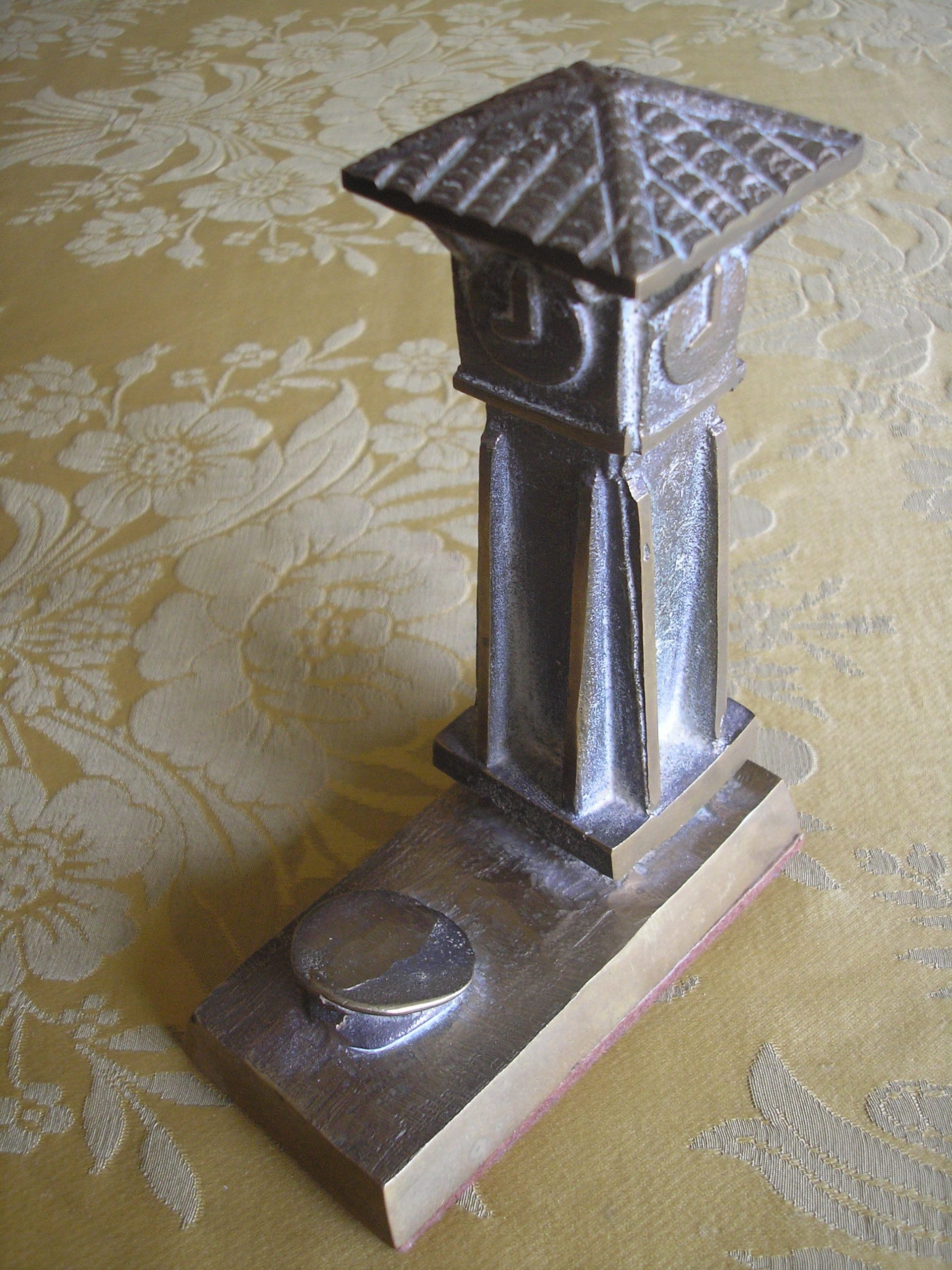
Horloge de l'école d'Aix-en-Provence, bronze, années 1980.
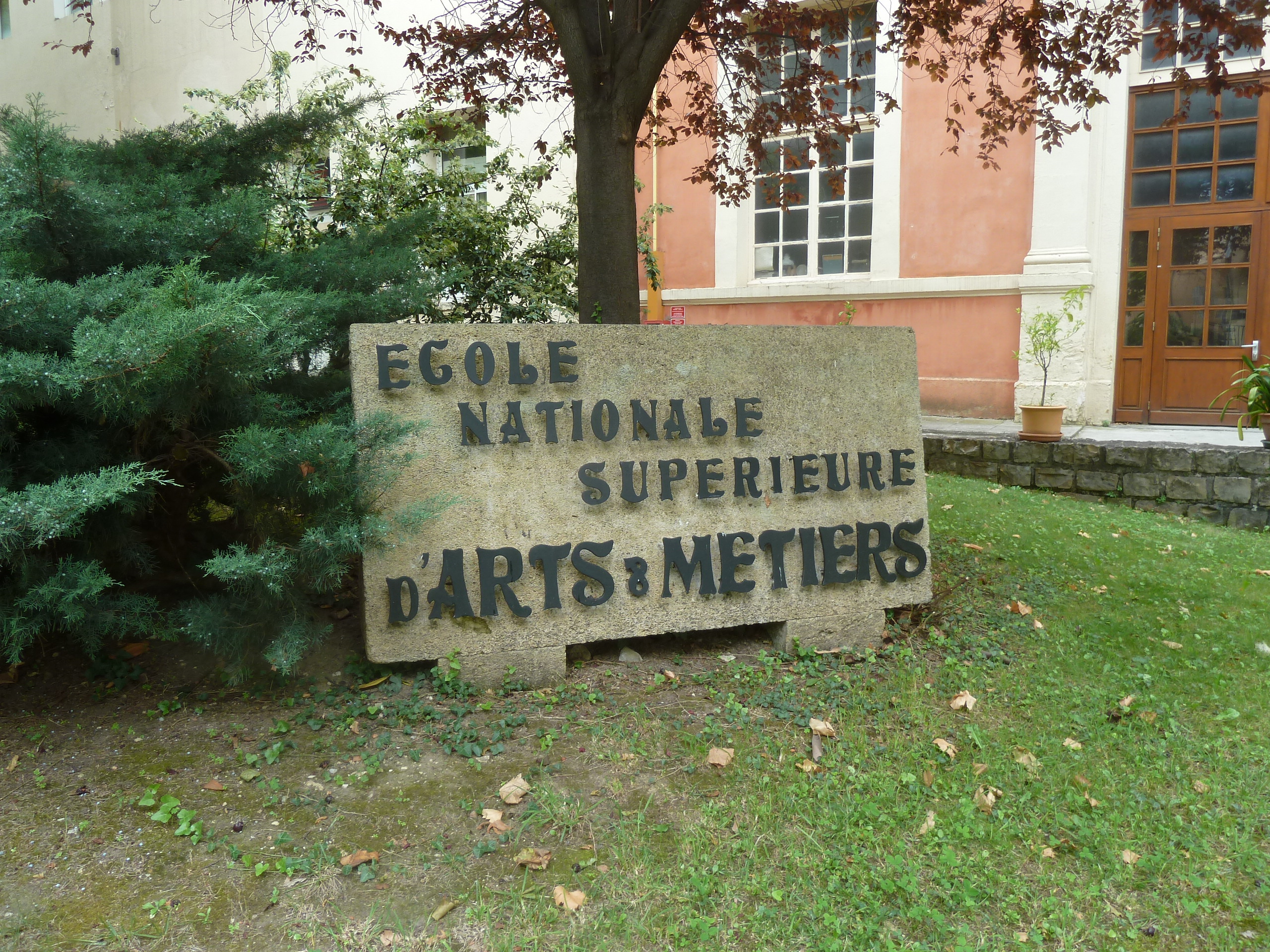
Enseigne de l'école d'Aix-en-Provence, pierre de Rogne et fer forgé, 1973.
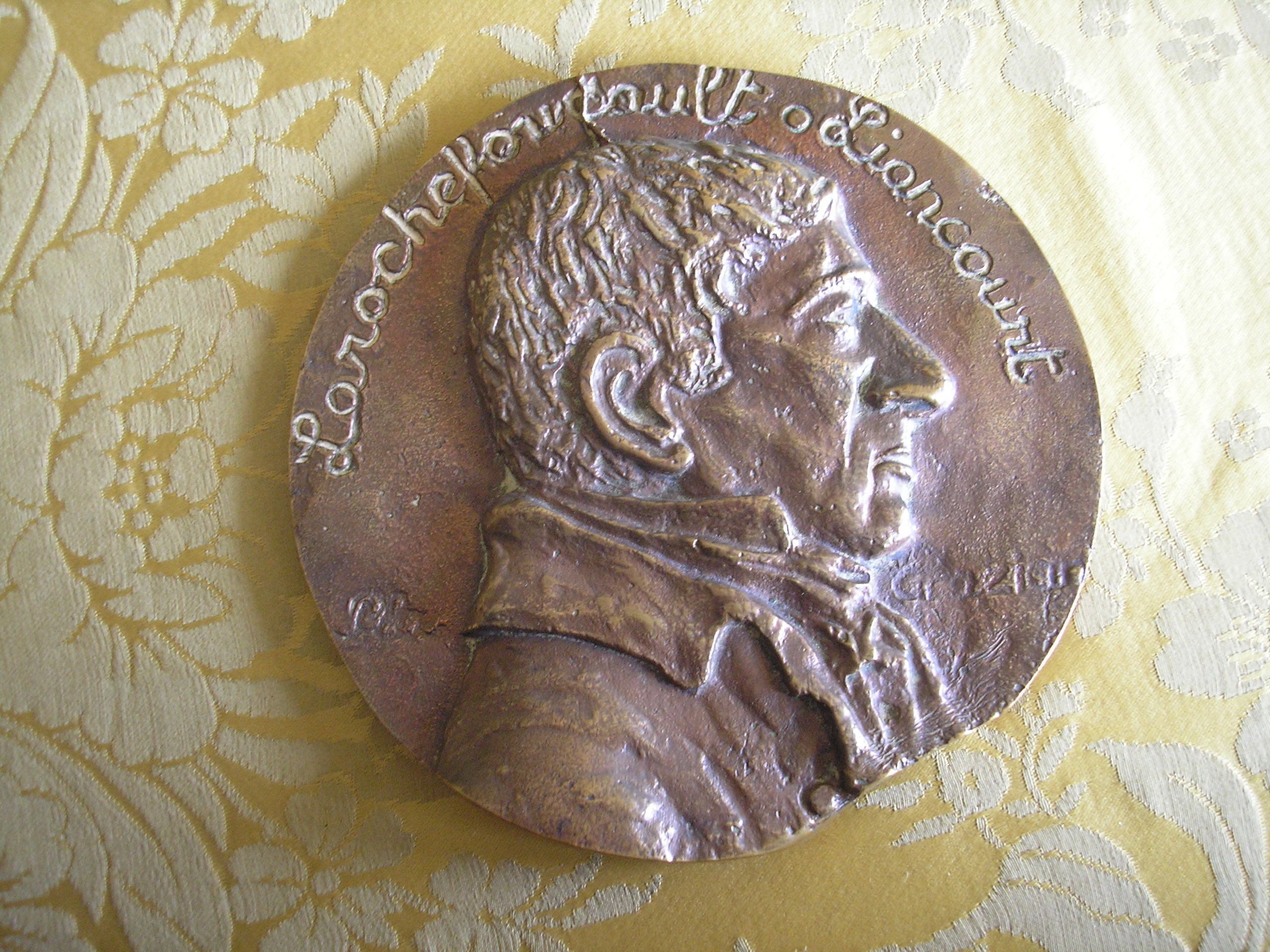
Médaillon à l'effigie du Duc de La Rochefoucauld, bronze, école d'Aix-en-Provence, 1973.

### Surnom
Chaque gadzarts a un surnom (surn's en argad'z) qu'il choisit au cours de la première année d'école et qu'il garde toute sa vie. Ce surnom devient sa buque sous forme de signature. Il est fréquemment un jeu de mots, transcrit en argad'z, de son patronyme. Par exemple, l'élève Pathé peut très bien devenir le gadzarts Zenkroüte ou encore l'élève Malé devenir Xion. Les gadzarts se présentent entre eux en précisant leur surnom, leur patronyme, leu num's de famille gadzarts et leur promotion ; par exemple, « Malé dit Xion, 54 KIN 194 ».

### Devise
Les Gadz'Arts apportent une grande importance au terme Fraternité, comme le montrent les paroles de l'hymne des Gadz'Arts dans le « couplet à la Fraternité » : Fraternité c'est là notre devise, c'est la devise de tous les vrais Gadz'Arts.
La devise des Arts et Métiers d'Angers est « Traditions, Fraternité, Souvenirs »[source insuffisante].
Le souvenir et les liens intergénérationnels occupent une place particulière dans l'univers Gadz'Arts, symbolisés par une autre devise: « Le souvenir est la base des Trad's »[source insuffisante].

### Promotions
La scolarité dans un centre a longtemps duré trois ans. Les élèves de première année étaient les conscrits, ceux de deuxième année les pierrots, et ceux de troisième année les anciens. Depuis que la scolarité dans un centre régional est passée à deux ans, la dénomination de pierrot a disparu. Les élèves de première année sont aujourd'hui appelés conscrits, ceux de deuxième année anciens et ceux de troisième année P3, en référence à la troisième année qui se déroulait à Paris.
Les promotions sont désignées par le nom du centre d'où vient la promotion et l'année d'intégration à l'école dont on retire le chiffre des centaines. Par exemple, les élèves ayant intégré l'école en 1997 à Cluny forment la promotion Clun's 197 ou Cl197 ; ceux de 2022 entrés à Angers forment la promotion An222.
| Centre                                      | Abréviation | Période        |
| ------------------------------------------- | ----------- | -------------- |
| Aix-en-Provence                             | KIN         | Depuis 1843    |
| Angers                                      | An          | Depuis 1815    |
| Bordeaux                                    | Bo          | Depuis 1963    |
| Châlons-en-Champagne (ex Châlons-sur-Marne) | Ch          | Depuis 1806    |
| Cluny                                       | Cl          | Depuis 1891    |
| Karlsruhe                                   | Ka          | De 1996 à 2016 |
| Lille                                       | Li          | Depuis 1900    |
| Metz                                        | Me          | Depuis 1996    |
| Paris                                       | Pa          | De 1912 à 1948 |

Depuis 1949, il n'y a plus de promotions intégrant directement le centre de Paris. Certaines promotions se choisissent également un nom d'association différent de leur désignation habituelle. Enfin, tous centres confondus, certaines promotions sont également baptisées par la société des anciens élèves du nom d'un gadzarts célèbre. Par exemple, les promotions 1982 ont pour nom de baptême Louis Delage.

### Période de transmission des valeurs

#### Objectifs
Lors de leur arrivée à l’école, l’association des anciens élèves propose aux élèves de première année une période d’intégration nommée « PTV » (Période de Transmission des Valeurs). La PTV est une période d’initiation aux traditions des Gadzarts visant à « créer du lien social, sous la forme d'une promotion soudée, dont les valeurs de solidarité, d'amitié et de convivialité dureront toute la vie ».
L’objectif in fine est de contribuer à :
- Développer la maturité psychologique et l'esprit d'équipe des élèves tout en favorisant l’épanouissement individuel, ainsi que la culture de l'École
- Renforcer l'attractivité de l'École dans un contexte fortement concurrentiel
- Développer les partenariats de l'École
- Produire, exprimer et valoriser l'identité de l'ingénieur Gadzarts (Gars des Arts) ainsi que l'image de marque de l'École
- Encourager les nouveaux arrivants qui le souhaitent à mettre en pratique des valeurs formant un cadre déontologique, utile pour l'exercice de leur futur métier d’ingénieur, notamment dans les fonctions de cadre responsable
- Favoriser la vie de groupe, la création d’un vécu commun et d’un esprit de camaraderie

#### Critiques
La PTV soulève des critiques dont se font l’écho les médias qui rapportent des « rituels humiliants », des « traditions controversées », des « pratiques de manipulation » ou des « rituels sectaires ».
Face à ces critiques et aux témoignages d’anciens élèves,, le ministère de l’Education Nationale, évoquant des « dérives graves » , a décidé d’agir en missionnant l'Inspection Générale de l'Éducation Nationale (IGAENR) pour mener une enquête de terrain sur les différentes campus de l'école.

#### Evolution de la gouvernance de l'école
L'IGAENR souligne dans son rapport de février 2015 que la PTV « n’est - dans la majorité des cas - plus assimilable à un bizutage systématique », mais que « par son organisation et ses contenus, et par l’incontestable pression psychologique qu’elle exerce sur des jeunes gens en position de fragilité par rapport aux « gadz’arts », étudiants et anciens élèves confondus, la PTV est génératrice de dérives – potentielles et avérées – assimilables à des actions de bizutage et ressenties comme telles ».
L'IGAENR précise en outre que « refuser l’usinage revient à se mettre en marge de la communauté, ce que peu d’élèves acceptent ou assument car cela peut entraîner – les élèves en sont convaincus – la mise à l’écart du réseau des anciens, lequel est jugé potentiellement décisif pour la carrière. »
Ce rapport à donné lieu à des recommandations dont la mise en application a été évaluée par une nouvelle mission de l’IGAENR, donnant lieu à un nouveau rapport en janvier 2016.
Ce dernier rapport indique que bien que « les instances de l’école [se soient] fortement mobilisées, [...] pour aboutir à la signature d’une charte et à la rédaction d’un nouveau règlement intérieur », « des dérives perdurent et des témoignages continuent de faire état d’actes de bizutage, pendant que persistent les effets négatifs de la PTV sur l’assiduité des élèves, sur la qualité des enseignements et sur l’état d’esprit des personnels ».

#### La PTV aujourd'hui
En 2018, la Direction Générale de l'école prend la décision de mettre fin définitivement à la Période de Transmission des Valeurs.
En 2023, la PTV est toujours pratiquée. Son organisation n’est pas secrète, mais doit rester une surprise pour les nouveaux arrivants.
La PTV se déroule de l’arrivée des élèves de première année, début septembre, jusqu’à la cérémonie de baptême, qui se tient selon les campus de fin novembre à début décembre, soit une durée moyenne de 3 mois.
Durant cette période, les élèves de première année se soumettent aux exercices imposés par les anciens élèves, y consacrant chaque soir 3 à 4 heures et un week-end sur deux. Les exercices connus sont les suivants : copie de pages de carnets de trad's (chants traditionnels et règles), interdiction d'adresser la parole aux anciens, observation du silence, exercices de monômes, corvées de nettoyage, séances d’autocritique en groupe.

### Sur l'essaimage des traditions gadzarts
Les traditions et le folklore gadzarts ont influencé de nombreux autres groupes d'étudiants, en particulier des écoles d'ingénieurs[réf. nécessaire].
On en retrouve des traces, particulièrement chez les ENI. En effet, la vie étudiante y est rythmée par la période d'intégration où les « Traditions » sont inculquées aux nouveaux élèves, les jeux Inter-ENI qui réunissent toutes les ENI pour un événement sportif, festif et folklorique, les actions humanitaires, les galas des différentes écoles ainsi que les divers événements organisés par les élèves, etc. Les blouses y sont également présentes : les étudiants de l'ENI de Tarbes arborent une blouse blanche, les étudiants de l'ENI de Saint-Étienne sont vêtus d'une blouse bleue, les étudiants de l'ENI de Belfort d'une blouse noire. Les étudiants de l'ENI de Brest et de l'ex-ENI du Val de Loire dérogent à la règle en portant respectivement une salopette orange et un gilet jaune de sécurité, mais les autres traditions citées précédemment sont présentes. Ces vêtements folkloriques sont décorés par leur propriétaires avec  le surnom inscrit, des dessins, des broderies, de la couture, des pompons, des écussons, des badges .
Par ailleurs, les étudiants des INSA portent aussi des blouses, qu'ils teignent et décorent selon des thèmes choisis pour leurs promotions par leurs Anciens (beige et rouge pour le far-west, bleu et orange les super-héros, par exemple) .
À l'UTBM, la blouse, qui est un héritage des traditions de l'ENI de Belfort, est bordeaux . L'UTT a repris le principe pour s'aligner avec l'UTBM avec une couleur de blouse marron.
On peut rajouter à cela les petites CPGE aux alentours des campus, tel que celle de La Prat's à Cluny, où les élèves de PTSI et PT, surnommé "K'STORS." en référence à l'ancienne nomination des nouveaux venus à l'ENSAM, ont hérité de nombreuses traditions des Gadz'Arts, dû à un « usinage » remontant aux années 1890-1900: leurs blouses de laboratoire sont aussi décorées, notamment avec un dessin dans leur dos censé représenter leur « buque », une queue de castor (sur laquelle tient le surnom de l'élève, écrite en symboles scientifiques, et autour, en arc, ceux de ses "Anciens") est taillée dans cette dernière ; et des chants (notamment LA K'STORIENNE  depuis 1940, où les K'STORS font le souhait de rejoindre « le Tabagn's de Clun's ») ainsi que des cérémonies sont héritées des élèves de Cluny.
Mais surtout, les traditions des gadzarts avaient influencé celles des anciennes écoles nationales professionnelles (lycées techniques, de nos jours), établissements d'enseignement technique qui ont fourni de nombreux gadzarts entre 1880 et 1960.

### Affaires criminelles
- Après avoir participé au gala des Arts et Métiers à Châlons-en-Champagne en 2008, Stéphane Kameugne disparaît et sera retrouvé mort. Selon les analyses médico-légales, la victime a été frappée à mort. Les nombreuses pistes exploitées par le SRPJ de Reims ne permettront pas d’identifier le meurtrier et d’éventuels complices qui se sont débarrassés du corps en le plongeant dans les eaux du canal, en voulant retarder la découverte du corps ou encore maquiller le crime en accident[30].
- En 2012, François Nauguier décède des suites d’une agression.

### Sur la confusion avec lesQuat'z'arts
Il existe une confusion courante entre les Quat'z'arts et les gadzarts, notamment due aux fêtes mémorables organisées par les deux corpus d'élèves. Les Quat'z'arts, ou 4'z'arts, réunissent les élèves des quatre Arts : Architecture, Peinture, Sculpture et Gravure, et plus généralement, tous les élèves des Beaux-Arts. Leur principale manifestation était le Bal des Quat'z'Arts, dont le dernier connu a eu lieu en 1966. C'est notamment les Quat'z'arts que chante Georges Brassens (deuxième chanson de l'album Les Copains d'abord) et non les gadzarts.